# Digny
Pour les articles homonymes, voir Digny (homonymie).
Digny est une commune française située dans le département d'Eure-et-Loir en région Centre-Val de Loire.

## Géographie

### Situation
Digny est une commune du Perche s'étendant sur environ 4 000 ha, située à la limite du Parc naturel régional du Perche et au sud de la région du Thymerais.
La commune comprend un bourg et une trentaine de hameaux et lieux-dits. Le bourg est situé à 35 km de Chartres, Dreux, Nogent-le-Rotrou et Verneuil-sur-Avre.

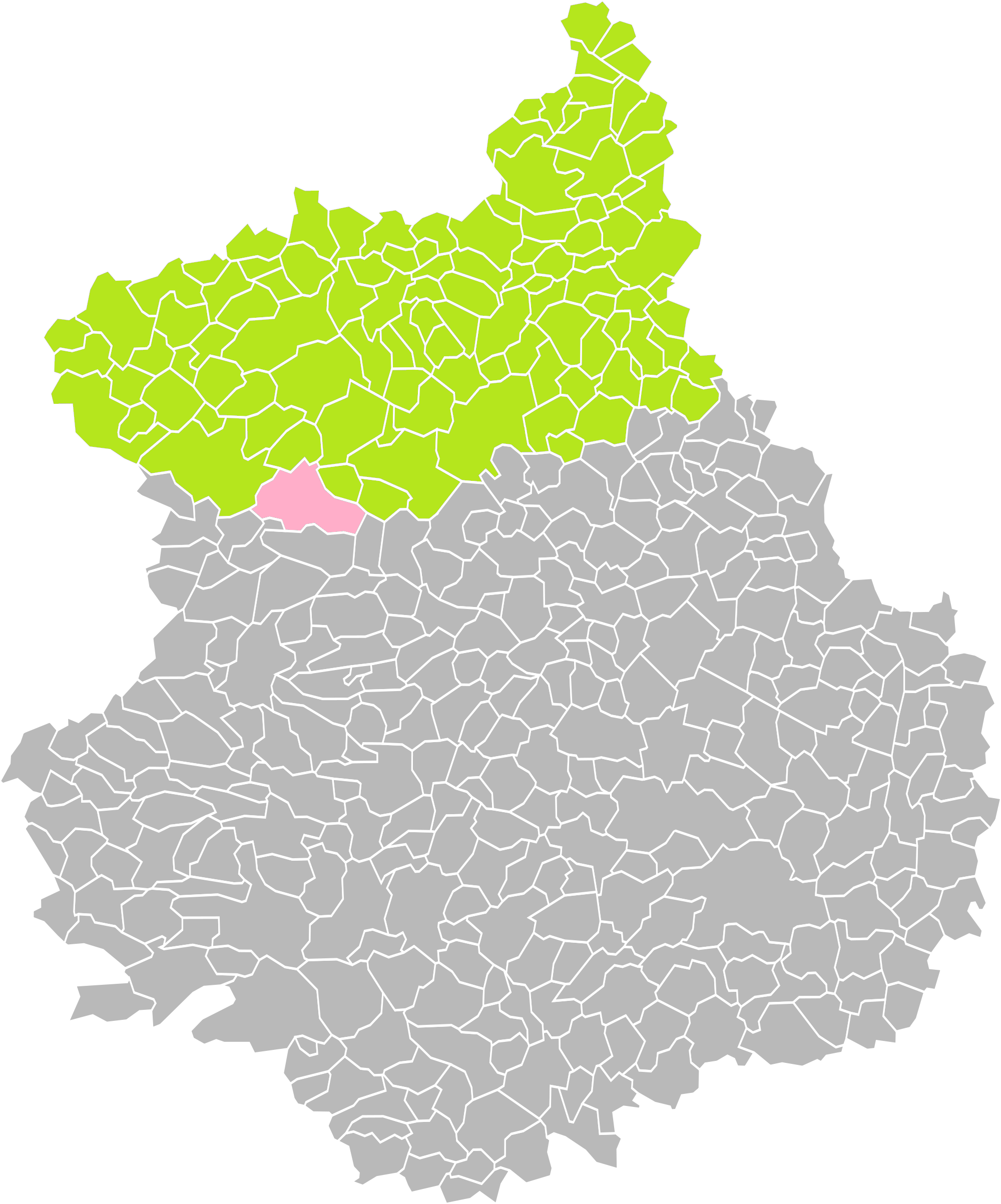
Position de Digny (en rose) dans l'arrondissement de Dreux (en vert) du département d'Eure-et-Loir (grisé).

### Communes limitrophes
|                             | Jaudrais  | Saint-Maixme-Hauterive |
| Senonches                   | Digny     | Ardelles               |
| Saint-Maurice-Saint-Germain | Pontgouin | Favières Billancelles  |

### Hameaux et lieux-dits
- Aumeaux, petit hameau, appelé Aunau en 1666.
- Aumoy, grand hameau situé sur la route de Senonches, disposant du tout à l'égout. Une partie des maisons se trouvent sur la commune de Jaudrais.
- La Barre, ferme isolée. En 1856 on trouve un compte de 5 maisons pour 14 habitants.
- Beauvilliers, maison isolée. Simon Jouvet de Beauvilliers y vécut en 1671
- Bellandas, hameau étendu, route de Fontaine-Simon. Appelé Belland en 1583 puis Bellandart en 1784.
- Bois de la Fontaine, hameau isolé, à la suite de La Saint-Fraize. Accueille le par aventure NoLimit, paintball, accrobranche, lasergame.
- Bois Ridon, hameau étendu, sortie du bourg, reliant la route de Senonches et celle de Jaudrais. Cité en 1636.
- Breherville, petit hameau, route de Chartres. Manoir seigneurial mentionné en 1603.
- Corboux, petit hameau étendu joignant la route de Senonches et le hameau Grasse Vache.
- Fouville, 1 maison sur la commune, le reste du hameau se trouve sur la commune de Pontgouin. Seigneurie de Fouville citée en 1552.
- Grasse Vache, petit hameau, proche de Aumoy, rejoignant Le Petit Grasse Vache. La ferme de Grasvache est mentionnée en 1778.
- Grouasleux, ferme isolée, également appelée Ferme du Colombier, producteur et transformateur de pommes de terres.
- Guillehoux, petit hameau, accolé entre celui de Bellandas et Beauvilliers.
- L’Érable, petit hameau, route de Billancelles. On trouve Simon de l’Érable en 1313.
- La Butte Marion, maison isolée, route de Senonches. Ancienne auberge.
- La Chèvrerie, suite du bourg qui compte le grand silos à grain et la station d'épuration.
- La Cour d'Aumoy, 1 maison sur la commune, le reste du hameau sur la commune de Jaudrais.
- La Folie, ferme à la sortie de Digny, en direction de Pontgouin. Lieu mentionné en 1616.
- La Frette, tout petit hameau, voisin des Perruches. Seigneurie en 1552.
- La Gâtine, hameau moyen, voisin de Les Charmeaux. Le nom provient du terme employé pour qualifier des terres non cultivées (gast ou gastine).
- La Gavillerie, entre La Cour d'Aumoy et Le Grand Morin. Anciennement Gauville, fief seigneurial.
- La Hallière, Château de la Hallière.
- La Léthivière, 2 fermes et une maison, route de Chartres. Lieu mentionné en 1674.
- La Mardelle, petit hameau étendu, proche du Grand Morin.
- La Mousse et Les Mines, deux lieux-dits formant un hameau, voisins de La Mardelle.
- La Richardière, hameau moyen, situé proche de Bellandas, route de Fontaine-Simon. Qualifié de village en 1663.
- La Pelletière, hameau étendu, route de Senonches.
- La Saint-Fraize, hameau moyen, route de Senonches. Centre équestre Les Ecuries du Grand Chemin.
- La Touche, ferme isolée appartenant autrefois au Château de la Hallière.
- La Tricherie, maison isolée, en continuité du hameau Les Chaises.
- La Violette, ancienne maison isolée, aujourd'hui en ruine dans le milieu d'un pré, entre Le Charmoy Gontier et Ménainville.
- Le Buisson Elouis, hameau étendu.
- Le Charmoy Gontier, grand hameau, route de Billancelles. La Seigneurie du Charmoi Gontier, est citée lors de sa propre vente du Chapitre de Saint-Martin de Tours à celui de Chartres entre 1488 et 1501. La paroisse dépendait donc de l'élection de Chartres et de la généralité d'Orléans alors que Digny dépendait de celle d'Alençon. Le Chapitre abandonna, en 1745, au couvent de Saint-Martin de Séez et au curé de Digny le droit de dîme et de champart qu'il possédait au Charmoi-Gontier, moyennant 50 livres de rente. On fait état de 23 maisons et 78 habitants en 1856.
- Le Château, ferme isolée, sortie du bourg.
- Le Clos Potier, petit hameau, voisin de La Saint-Fraize.
- Le Grand Morin, petit hameau étendu, en continuité de Aumoy. On trouve 60 perches de terre au champtier du Morin dans un acte de 1614.
- Le Gué, lieu-dit. Autrefois « Les Gués ».
- Le Moulin de Digny, ferme isolée, route de Pontgouin. Une sentence mentionne le moulin à vent de Digny en 1345.
- Le Pavillon, maison isolée.
- Le Petit Grasse Vache, petit hameau à l'entrée de celui de Aumoy.
- Le Plessis, hameau étendu, route de Pontgouin. Seigneurie mentionnée en 1552. Le nom provient d'une technique de taille de haie appelée plessage, permettant de cercler les propriétés avec de vives et épaisses haies formant des murs. De nombreux lieux en France possèdent ce nom (La Plesse, Le Plessis), il s'agit souvent de vieux châteaux ou fermes fortifiées.
- Le Romphaye, ferme fortifiée isolée, voir détails dans la partie Patrimoine architectural et artistique de cette page.
- Le Tronchay-Cordel, grand hameau, route de Chartres. On trouve la seigneurie nommée Le Tronchay Cordelle en 1552 puis Le Tronché Cordel en 1784. Le nom Tronchay provient de tronca signifiant tronc d'arbre, d'où vient tranchetus, un billot, un siège de bois.
- Les Bruyères, maison isolée, route de Fontaine-Simon. Doit son nom aux bruyères qui se trouvaient en très grand nombre autour au XVIIIe siècle.
- Les Chaises, une partie du hameau se trouve sur la commune de Pontgouin.
- Les Charmeaux, petit hameau en formant un de taille moyenne avec Les Hauts Cornets.
- Les Durandières, terrain vague qui accueillait, avant sa démolition, un centre de traitement des déchets, route de Fontaine-Simon.
- Les Farinelles, petit hameau, route de Fontaine-Simon.
- Les Friches, ferme isolée, route de Fontaine-Simon. Dépendant du domaine de la Hallière, ancienne seigneurie (1401). Elle fut donnée par Louis XI en 1481 au Chapitre de Saint-Martin de Tours qui la possédait encore en 1783. Son nom provient des 28 arpents de terre inculte qui dépendent de cette ferme au XVe siècle.
- Les Grandes Bruyères, ferme isolée, route de Fontaine-Simon.
- Les Graviers de la Folie, maison isolée, route de Pontgouin.
- Les Hauts Cornets, petit hameau faisant suite aux Charmeaux.
- Les Mésangères, ferme isolée, route de Senonches. Lieu mentionné en 1611.
- Les Pâtis, ferme isolée, en continuité du hameau Fouville. Cité en 1597, lors d'un don du vicaire de Digny, M. Delamarre, d'un demi arpent de terre.
- Les Perruches, petit hameau, voisin de La Frette.
- Les Plaids, ferme isolée, route de Fontaine-Simon. On trouve Charles de Plais, écurier, seigneur de Boislandry en 1562.
- Ménainville, hameau moyen, route de Billancelles. Seigneurie citée en 1552. On trouve également Les Prés de Ménainville.
- Milleschamps, grand hameau, à la sortie du bourg. L'orthographe du nom a évolué au fil des siècles, partant du Fief de Damileschamps en 1277, puis My les Champs en 1585, La Salle à Mi les Champs en 1623, Salmy les Champs en 1780 et Mille Champs en 1788.
Le Tartre, appartenant aujourd'hui à la commune du Mesnil-Thomas, cité dans un testament de 1627 en la paroisse de Digny et qualifié de village en 1675.

### Climat
Pour des articles plus généraux, voir Climat du Centre-Val de Loire et Climat d'Eure-et-Loir.
En 2010, le climat de la commune est de type climat océanique dégradé des plaines du Centre et du Nord, selon une étude du CNRS s'appuyant sur une série de données couvrant la période 1971-2000. En 2020, Météo-France publie une typologie des climats de la France métropolitaine dans laquelle la commune est exposée à un climat océanique altéré et est dans la région climatique  Sud-ouest du bassin Parisien, caractérisée par une faible pluviométrie, notamment au printemps (120 à 150 mm) et un hiver froid (3,5 °C). 
Pour la période 1971-2000, la température annuelle moyenne est de 10 °C, avec une amplitude thermique annuelle de 14,6 °C. Le cumul annuel moyen de précipitations est de 709 mm, avec 11,6 jours de précipitations en janvier et 8 jours en juillet. Pour la période 1991-2020, la température moyenne annuelle observée sur la station météorologique de Météo-France la plus proche, « Thimert », sur la commune de Thimert-Gâtelles à 8 km à vol d'oiseau, est de 11,4 °C et le cumul annuel moyen de précipitations est de 634,8 mm,. Pour l'avenir, les paramètres climatiques de la commune estimés pour 2050 selon différents scénarios d'émission de gaz à effet de serre sont consultables sur un site dédié publié par Météo-France en novembre 2022.

## Urbanisme

### Typologie
Au 1er janvier 2024, Digny est catégorisée commune rurale à habitat dispersé, selon la nouvelle grille communale de densité à 7 niveaux définie par l'Insee en 2022.
Elle est située hors unité urbaine. Par ailleurs la commune fait partie de l'aire d'attraction de Chartres, dont elle est une commune de la couronne,. Cette aire, qui regroupe 117 communes, est catégorisée dans les aires de 50 000 à moins de 200 000 habitants,.

### Occupation des sols
L'occupation des sols de la commune, telle qu'elle ressort de la base de données européenne d’occupation biophysique des sols Corine Land Cover (CLC), est marquée par l'importance des territoires agricoles (90,7 % en 2018), une proportion sensiblement équivalente à celle de 1990 (90,8 %). La répartition détaillée en 2018 est la suivante : 
terres arables (87,1 %), forêts (8,3 %), zones agricoles hétérogènes (3,6 %), zones urbanisées (1 %). L'évolution de l’occupation des sols de la commune et de ses infrastructures peut être observée sur les différentes représentations cartographiques du territoire : la carte de Cassini (XVIIIe siècle), la carte d'état-major (1820-1866) et les cartes ou photos aériennes de l'IGN pour la période actuelle (1950 à aujourd'hui).

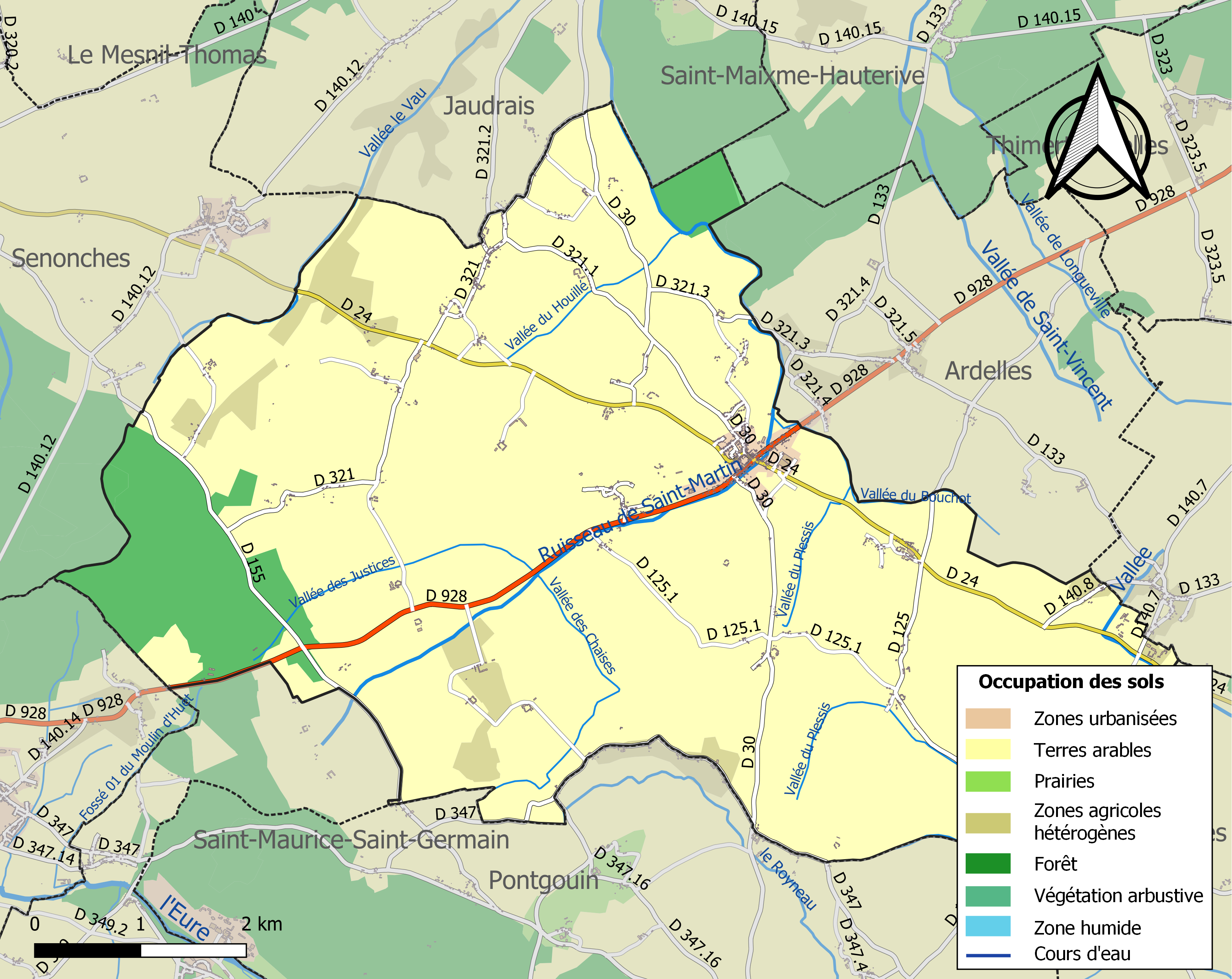
Carte des infrastructures et de l'occupation des sols de la commune en 2018 (CLC).

### Risques majeurs
Le territoire de la commune de Digny est vulnérable à différents aléas naturels : météorologiques (tempête, orage, neige, grand froid, canicule ou sécheresse), inondations, mouvements de terrains et séisme (sismicité très faible). Il est également exposé à un risque technologique, le transport de matières dangereuses. Un site publié par le BRGM permet d'évaluer simplement et rapidement les risques d'un bien localisé soit par son adresse soit par le numéro de sa parcelle.

#### Risques naturels
Certaines parties du territoire communal sont susceptibles d’être affectées par le risque d’inondation par débordement de cours d'eau, notamment le ruisseau de Saint-Martin et la Vallée. La commune a été reconnue en état de catastrophe naturelle au titre des dommages causés par les inondations et coulées de boue survenues en 1999 et 2001,.

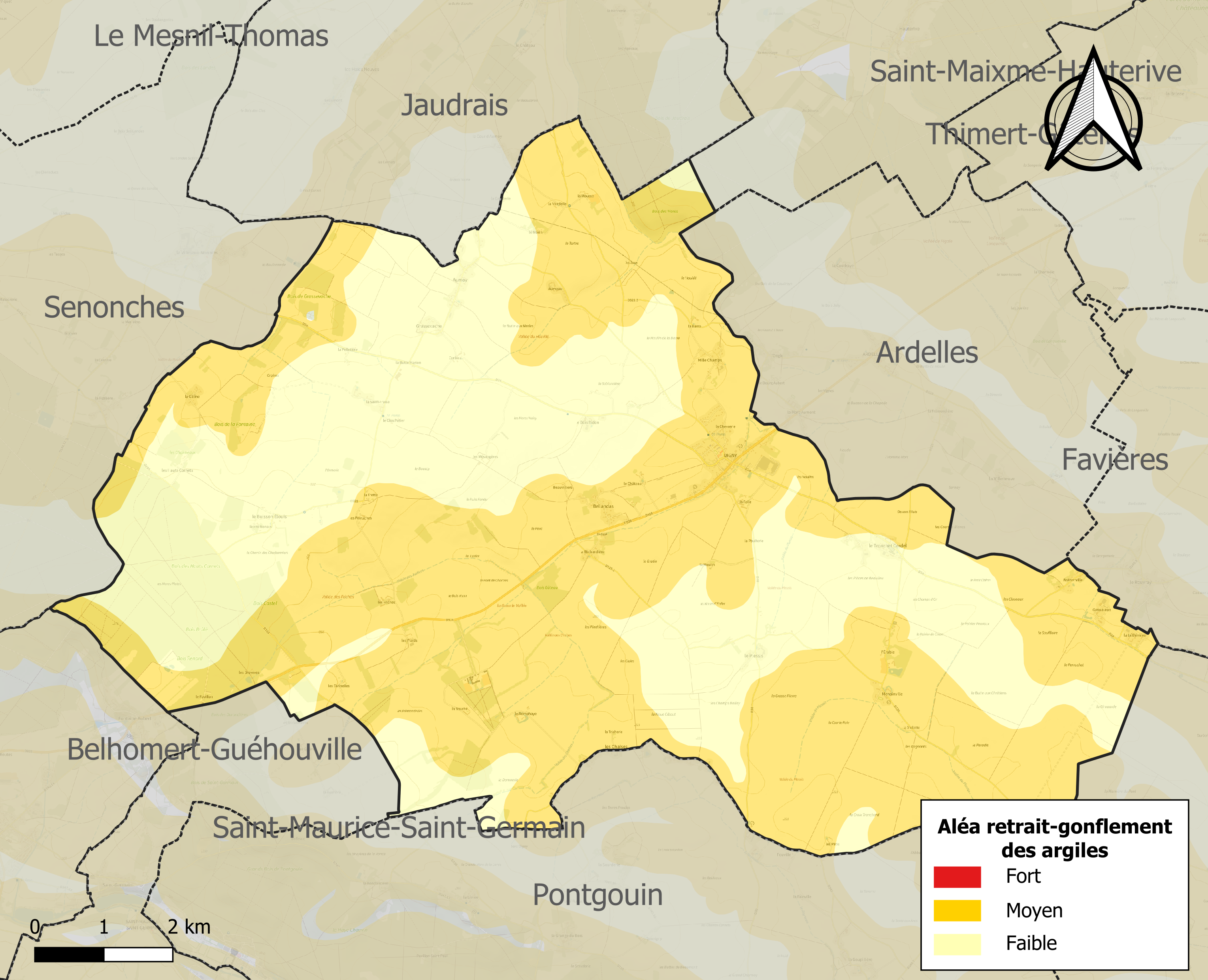
Carte des zones d'aléa retrait-gonflement des sols argileux de Digny.

Les mouvements de terrains susceptibles de se produire sur la commune sont des affaissements et effondrements liés aux cavités souterraines. L'inventaire national des cavités souterraines permet de localiser celles situées sur la commune.
Le retrait-gonflement des sols argileux est susceptible d'engendrer des dommages importants aux bâtiments en cas d’alternance de périodes de sécheresse et de pluie. 59,7 % de la superficie communale est en aléa moyen ou fort (52,8 % au niveau départemental et 48,5 % au niveau national). Sur les 483 bâtiments dénombrés sur la commune en 2019, 351 sont en aléa moyen ou fort, soit 73 %, à comparer aux 70 % au niveau départemental et 54 % au niveau national. Une cartographie de l'exposition du territoire national au retrait gonflement des sols argileux est disponible sur le site du BRGM,.
Concernant les mouvements de terrains, la commune a été reconnue en état de catastrophe naturelle au titre des dommages causés par des mouvements de terrain en 1999.

#### Risques technologiques
Le risque de transport de matières dangereuses sur la commune est lié à sa traversée par des infrastructures routières ou ferroviaires importantes ou la présence d'une canalisation de transport d'hydrocarbures. Un accident se produisant sur de telles infrastructures est en effet susceptible d’avoir des effets graves au bâti ou aux personnes jusqu’à 350 m, selon la nature du matériau transporté. Des dispositions d’urbanisme peuvent être préconisées en conséquence.

## Toponymie
Le nom de la localité est attesté sous la forme Digneium en 1233.
Son nom, d'origine gallo-romane DINIACU, basé sur le suffixe -acum d'origine gauloise, se retrouve dès le XIIe siècle dans le chartrier du prieuré de Chuisnes.

## Histoire
- Le village change plusieurs fois de mains et appartient au début du XVe siècle à la chartreuse Notre-Dame du Val-Dieu puis, au XVIIIe siècle, à l'ordre des Célestins de Paris.[réf. nécessaire]
- Le 16 juin 1786, Digny est entièrement détruit par un incendie.[réf. nécessaire]
- 1844, de nombreuses monnaies romaines sont découvertes sur la commune.
- Le 4 janvier 1871 le ballon monté Newton s'envole de la gare d'Orléans à Paris alors assiégé par les prussiens et termine sa course à Digny après avoir parcouru 110 kilomètres[20].
- Le 15 août 1944, Digny est libérée par le 501è régiment de la 2è DB, dirigé par le Maréchal Leclerc. Le 19 juin 2019, lors d'un déplacement du groupement Noiret de l'actuel régiment entre Utah Beach et Strasbourg, celui-ci fit étape à Digny pendant 24 heures, permettant aux habitants de découvrir une petite exposition de véhicules actuels du 501e et de véhicules anciens de passionnés privés[21].
- Le 30 décembre 2014, la toiture de la salle des fêtes part en fumée, à la suite d'un incendie lié à un problème d'isolation électrique[22].

## Politique et administration

### Liste des maires

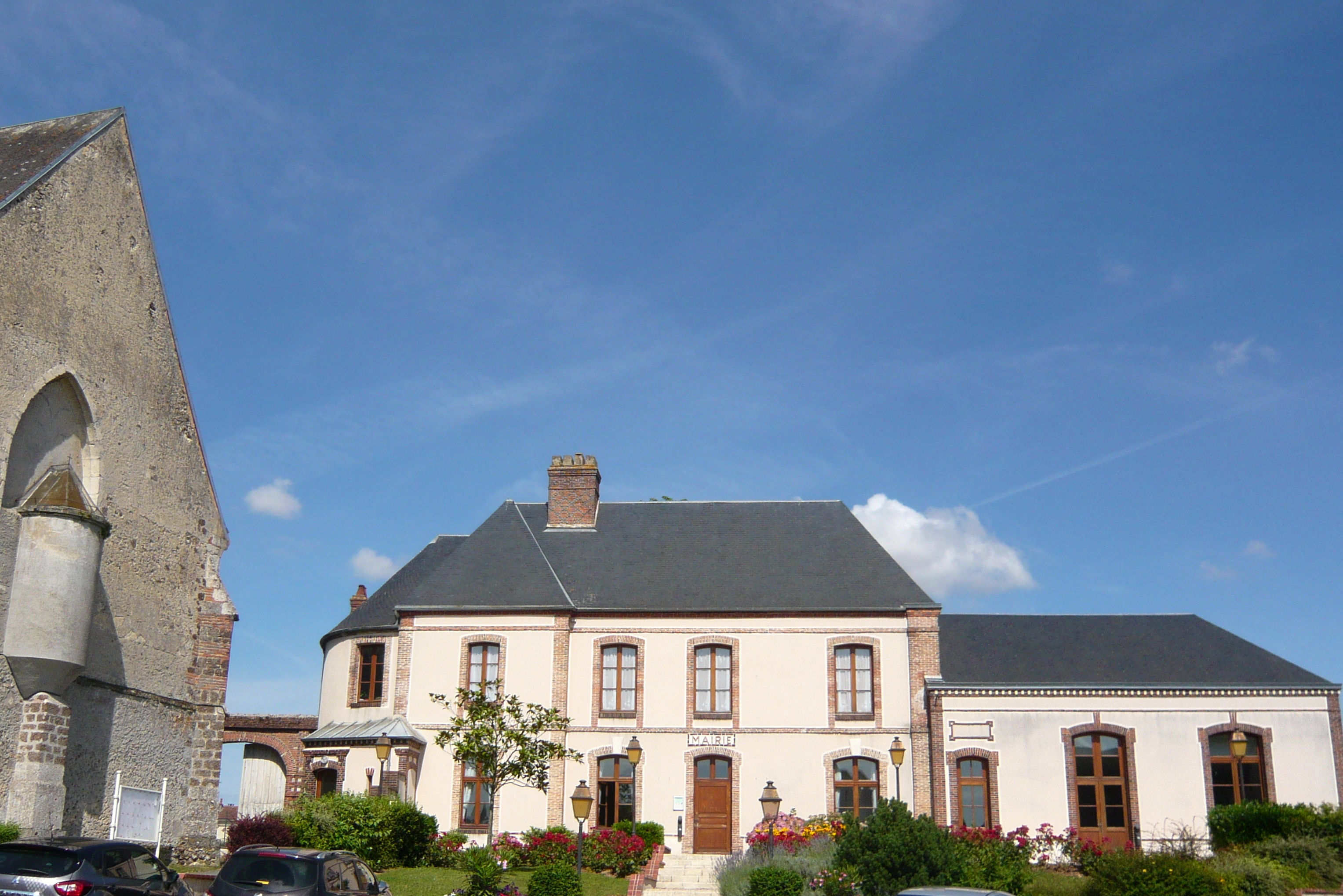
Mairie de Digny.

| Période    | Période  | Identité          | Étiquette | Qualité                                                                |
| ---------- | -------- | ----------------- | --------- | ---------------------------------------------------------------------- |
| avant 1981 | 1995     | Rémy Boitière     |           |                                                                        |
| 1995       | 2008     | Guy Brissard      |           |                                                                        |
| 2008       | En cours | Christelle Lorin, |           | Profession intermédiaire administrative et commerciale des entreprises |

### Politique environnementale
La commune lutte activement contre la prolifération des chardons à la suite d'un arrêté pris par la région Centre-Val-de-Loire en janvier 2018. Les propriétaires des terrains sont dans l'obligation d'intervenir avant que les fleurs ne se présentent. Il est recommandé de lutter de manière mécanique (fauchage) afin de ne pas utiliser de produits chimiques, particulièrement en bordure des cours d'eau et fossés.
Digny s'engage, avec le Pôle Territorial des Forêts du Perche, à fournir des aides financières ou administratives à des fins de rénovation énergétique.
La commune a acquis un broyeur de branches autonome qui permet de transformer les différentes tailles de haies et arbres communales en paillage pour les massifs floraux.
Les frelons asiatiques sont une menace pour les abeilles et la mairie encourage donc chacun à faire éliminer les nids.

## Population et société

### Démographie
L'évolution du nombre d'habitants est connue à travers les recensements de la population effectués dans la commune depuis 1793. Pour les communes de moins de 10 000 habitants, une enquête de recensement portant sur toute la population est réalisée tous les cinq ans, les populations de référence des années intermédiaires étant quant à elles estimées par interpolation ou extrapolation. Pour la commune, le premier recensement exhaustif entrant dans le cadre du nouveau dispositif a été réalisé en 2008.

En 2022, la commune comptait 1 002 habitants, en évolution de +3,62 % par rapport à 2016 (Eure-et-Loir : −0,23 %, France hors Mayotte : +2,11 %).
| 1793  | 1800  | 1806  | 1821  | 1831  | 1836  | 1841  | 1846  | 1851  |
| ----- | ----- | ----- | ----- | ----- | ----- | ----- | ----- | ----- |
| 1 164 | 1 400 | 1 426 | 1 197 | 1 303 | 1 303 | 1 283 | 1 358 | 1 267 |

| 1856  | 1861  | 1866  | 1872  | 1876  | 1881  | 1886  | 1891  | 1896  |
| ----- | ----- | ----- | ----- | ----- | ----- | ----- | ----- | ----- |
| 1 281 | 1 226 | 1 220 | 1 210 | 1 203 | 1 157 | 1 142 | 1 101 | 1 117 |

| 1901  | 1906  | 1911  | 1921 | 1926  | 1931 | 1936 | 1946  | 1954 |
| ----- | ----- | ----- | ---- | ----- | ---- | ---- | ----- | ---- |
| 1 071 | 1 070 | 1 096 | 978  | 1 019 | 972  | 949  | 1 032 | 942  |

| 1962 | 1968 | 1975 | 1982 | 1990 | 1999 | 2006 | 2008 | 2013 |
| ---- | ---- | ---- | ---- | ---- | ---- | ---- | ---- | ---- |
| 819  | 794  | 771  | 789  | 803  | 842  | 940  | 968  | 963  |

| 2018 | 2022  | - | - | - | - | - | - | - |
| ---- | ----- | - | - | - | - | - | - | - |
| 992  | 1 002 | - | - | - | - | - | - | - |

### Assainissement

#### Eau potable
Avant la Seconde Guerre mondiale, une partie du bourg était déjà alimentée en eau courante. En 1952, le conseil municipal, présidé par M. Chamorin, décidèrent d'approvisionner les hameaux en eau. La commune étant très étendue, les hameaux et fermes isolées très éparses, le projet est difficile à mettre en œuvre. De plus, Digny n'étant pas située sur une nappe d'eau, les ressources sont donc insuffisantes et parfois inexploitables en raison de la salubrité et de la ferruginité des eaux.
Les premiers hameaux alimentés furent Bréherville, Grouasleux, et La Léthivière, raccordés au réseau d'eau de Favières, en 1953.
Les travaux durent finalement jusqu'en 1966 par les lieux-dits situés autour de La Hallière. Quant au remboursement des 35 km de canalisations, il dura jusqu'en 1980.
Afin d'obtenir une meilleure qualité de l'eau, une liaison entre le Plessis et Ardelles est créée en 1996, par le lieu-dit Le Bois-Joli.
Digny adhère finalement au Syndicat de Courville-sur-Eure (SITIREP) en 2002, ce qui a pour effet d'alimenter la commune en eau provenant des puits de Chuisnes, Ardelles, et Pontgouin.
À la suite du vieillissement des installations et des nombreuses fuites, des travaux sont effectués dans le bourg depuis plusieurs années et d'autres se préparent progressivement dans les hameaux.

#### Eaux usées
Le tout à l'égout est installé dans le bourg en 1967, puis une station d'épuration est construite en 1969. L'assainissement collectif fut plus récemment installé dans les hameaux de Bellandas et Aumoy.
Les lieux-dits sont en assainissement individuel (fosse septique, micro-station...), ce à quoi la commune répond en proposant des travaux groupés de vidanges et de remises aux normes subventionnés.

### Enseignement

#### L'école
Le nom choisi pour l'école de Digny en 2019 par les élèves, les parents, et le corps enseignant est : La plume du Perche.
Elle se compose de quatre classes : PS-MS ; GS-CP ; CE1-CE2 ; CM1-CM2. Les classes sont divisées en deux groupements de bâtiments. L'école élémentaire se trouve derrière la mairie et comporte une grande cour bitumée, un préau, et le bâtiment des classes. L'école maternelle se situe en continuité de la mairie, de l'autre côté de la rue des Fondeurs. Les trois classes du primaire sont équipées d'ordinateurs portables, d'un vidéo-projecteur et d'un tableau interactif.

#### Périscolaire
La mairie met à disposition une garderie le matin à partir de 7h30 et une le soir, jusqu'à 18h30 (17h30 le vendredi). Elle propose aussi aux élèves de primaire une étude surveillée afin de les aider pour leurs devoirs.
La cantine, située entre l'école élémentaire et la salle des fêtes, réunit tous les élèves le midi. Les cuisinières cuisinent de manière traditionnelle, tout en respectant les consignes d'hygiène strictes. Elles privilégient, selon les possibilités, l'utilisation de produits frais venant de producteurs locaux. Les cantinières sont formées de manière continue par le Docteur Leclerc, vétérinaire à Rémalard (61).
Un ramassage scolaire par car est assuré dans les campagnes et le bourg depuis et vers l'école de Digny. Un autre ramassage effectué par un plus grand car concerne les collégiens qui sont transportés vers le collège de Senonches. Il assure également l'acheminement du matin, pour les élèves de l'école, vers le centre de loisirs de Senonches.
La mairie offre à chaque élève un cadeau de Noël et un prix de fin d'année (jeu, jouet, ou livre).

#### Activités d'apprentissage
Les élèves de GS et de CP se rendent à la piscine de Courville-sur-Eure respectivement de février à juillet et de septembre à février. Avant septembre 2019, les élèves se rendaient au Parc Aquatique des Portes du Perche de Fontaine-Simon.
Les classes de maternelle, jusqu'au CP reçoivent un éveil musical de 15 séances par an environ.
Grâce à l'implication de l'Association des Parents d'Elèves permet aux enfants de visiter des monuments et musées sous forme de sorties. Une partie du financement se fait par des actions comme la collecte de déchets recyclables et la vente de chocolats ou pâtisseries.

### Manifestations culturelles et festivités
La kermesse de l'école a lieu, chaque année, fin juin.
Des concours de pêches sont régulièrement organisés à la mare de Digny par la Pêche Dignyçoise.
L'atelier théâtre présente annuellement une représentation fin juin.
Deux lotos annuels au minimum sont mis en place, l'un par l'Amicale des Sapeurs-Pompiers de Digny, et le second par le comité des fêtes.
Deux vide-greniers sont organisés de manière récurrente, celui au profit des Pompiers et celui du comité des fêtes. Le premier est en général fin juin, le second, fin septembre.
Le Club de l'Amitié permet aux personnes retraitées ou ayant du temps libre de se retrouver et établir des connexions sociales. Le Comité des Fêtes organise une grande partie de des événements de la commune.

### Sécurité
La commune est dotée de 11 sapeurs-pompiers volontaires en 2020.

## Économie
Digny est pourvue de nombreux commerces et artisans.

### Commerces
- Boulangerie ''Au Pain Gourmand'', faisant également relais La Poste et épicerie ;
- Bar-Tabac-Presse ''Le Merle Bleu'' ;
- Restaurant ''Le Week-end'' ;
- Coiffeur ''Les Mèches d'Émilie'' ;
- Cave à vin ''Le Vieux Château''
- Un office notarial.

### Artisans
- Jardiniers-paysagistes ''Alf Création'' ; ''Alain Granger'' ;
- Peintre en bâtiment ''Laurent Rousseau'' ;
- Maçon-Couvreur ''Bruno Marchand'' ; ''ETS André Houy'', ''Michel Pré'', ''Luovic Quilboeuf'' ;
- Verrier vitrailliste ''Atelier Timotéo Vitraux''
- Ebéniste ''Thomas Foucault''

### Loisirs
- Un centre équestre ''Les écuries du Grand Chemin''[33] ;
- Paintball, acrobranches, lasergame et autres activités ''No Limit Aventure''[21].

### Autres
- De nombreuses fermes agricoles dont un producteur-transformateur de pommes de terre ''La Ferme du Colombier'', un producteur-transformateur de moutarde artisanale ''Terre Délices''
- Box de stockage ''A Chacun son Box''
- Récupération, recyclage de Palettes d'occasion ''AL Palettes'' ;

## Culture locale et patrimoine
L'association locale Don Quichotte soutient et participe à la protection du paysage de la commune et des alentours, notamment en combattant les implantations d'éoliennes. Un grand projet éolien sur les communes de Digny, Billancelle, et Pontgouin fut alors évité grâce à l'intervention active de l'association au début des années 2000 et au milieu des années 2010.

### Patrimoine architectural et artistique

#### Château de la Hallière
Inscrit MH (1972).

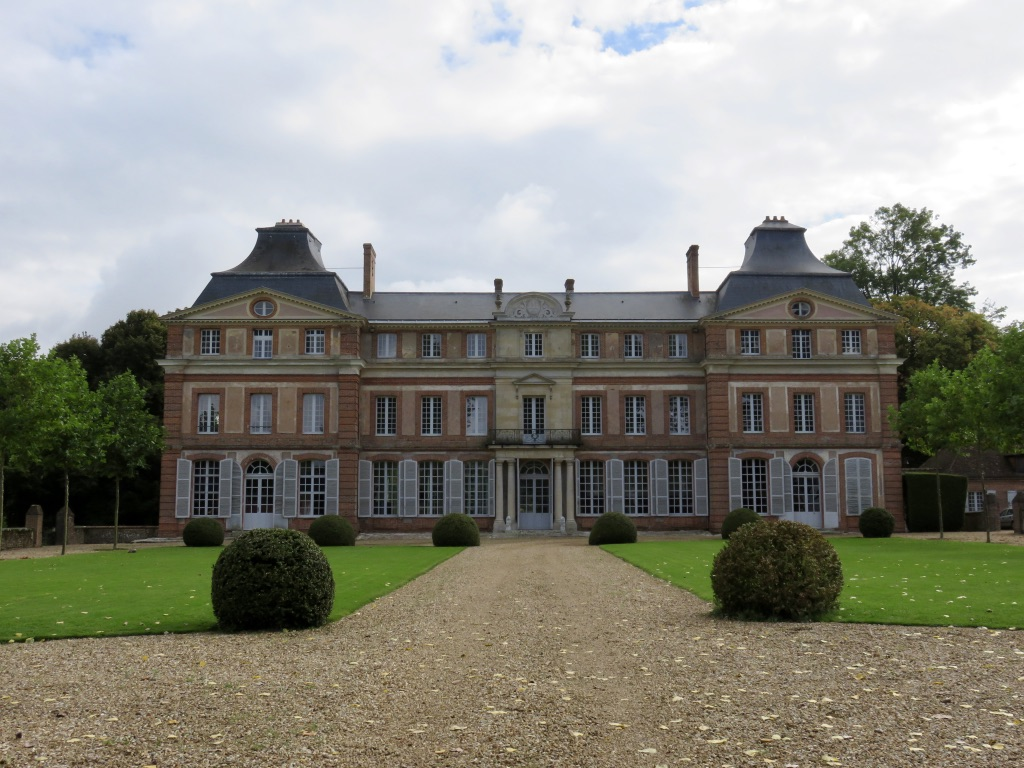
Le château de la Hallière.

Le château de la Hallière est construit en 1774 par l'architecte Moreau pour M. de Balincourt. Ce dernier, ruiné, le transmit à la famille du Tillet en 1794 qui en est toujours l'actuel propriétaire.

#### Église Saint-Germain

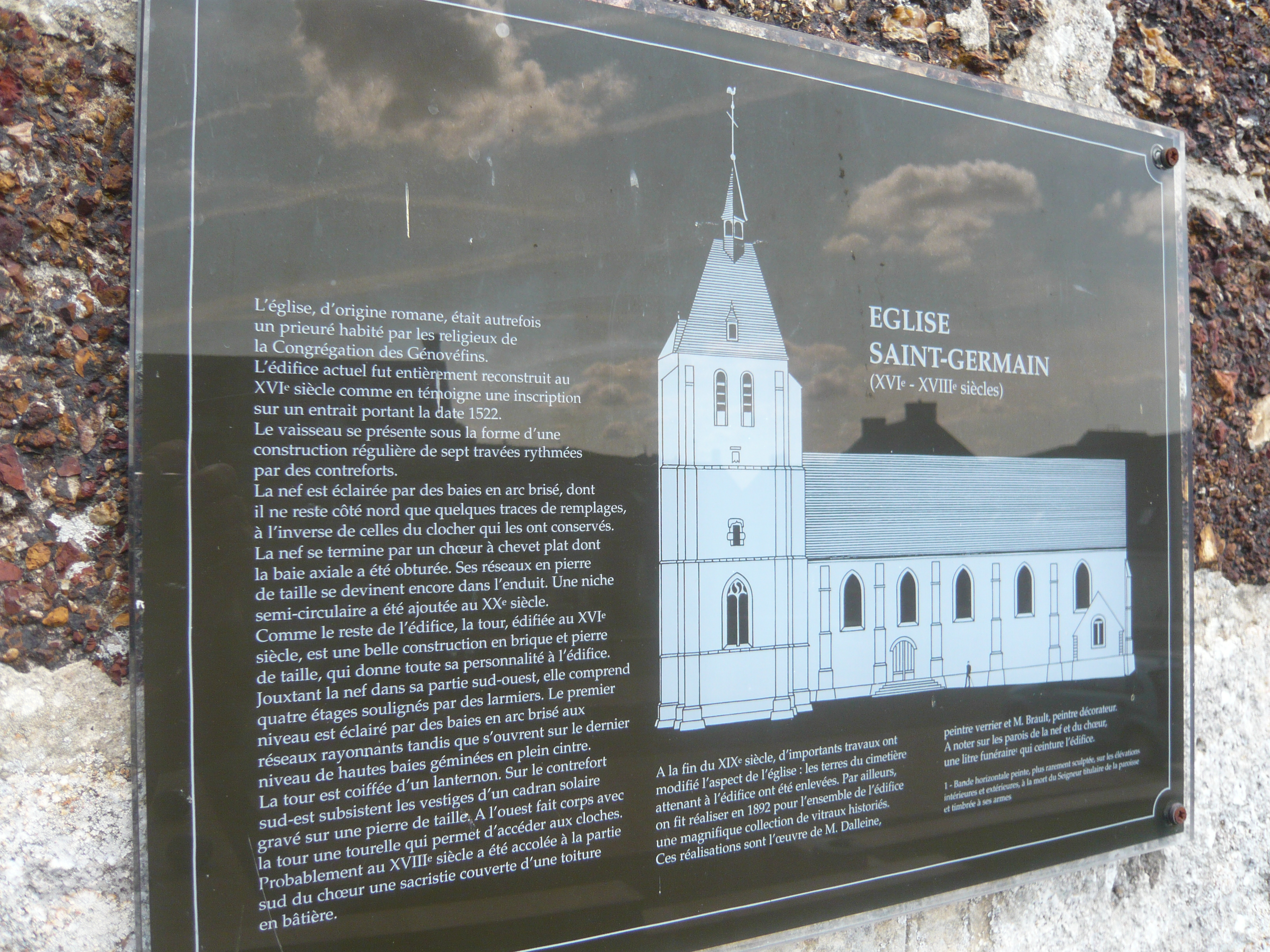
Panneau d'information de l'église Saint-Germain.

Cette église d'origine romane date du XVIe siècle, comme en témoigne une inscription sur un entrait portant la date 1522. Elle est consacrée en 1525. Possession de l’abbaye Saint-Martin de Sées, l'église était autrefois un prieuré, habité par les religieux de la congrégation des Génovéfains (confrérie de Sainte Geneviève).
L'édifice se compose de sept travées séparées par des contreforts. Il est construit en silex, briques et pierres de taille. La sacristie, couverte d'une toiture en bâtière, a très probablement été accolée au chœur, côté sud, au XVIIIe siècle. Fin XIXe siècle, d'importants travaux sont menés et modifient l'aspect de l'église : on remanie le tour de l'église qui accueillait le cimetière, déplacé à son emplacement actuel, à la sortie du bourg, en direction de Chartres ; les baies sont remaniées et des vitraux historiés y sont installés.
Le chœur et la nef sont couverts d'une voûte en bois en demi-rond de couleur gris-bleu. Le chœur à chevet plat comporte une statuaire en bois sculpté remarquable se trouvant devant un mur peint et flanqué d'une statue incrustée dans une sorte de chapelle éclairée par des verres cachés, donnant sur l'extérieur, faisant office de toit à la chapelle du XXe siècle. La chapelle est située à l'emplacement d'une ancienne baie axiale. La nef est assez sobre mais arbore des vitraux religieux figuratifs historiés d'une grande finesse, signés J. Brault (dessinateur) et Dalleine (peintre verrier), datant de 1892. Les baies en arcs-brisés étaient autrefois composées d'un remplage, dont subsistent des traces côté nord. Deux autres baies, situées sous le clocher, ont gardé leurs lancettes et leur réseau. Elles sont ornées de vitraux abstraits signés Atelier Lorin, Charles Lorin 1919, Chartres.
Côté sud, la tour, édifiée au XVIe siècle en briques et pierres de taille, donne toute sa personnalité à l'édifice. Elle comporte quatre étages soulignés par des larmiers. Le dernier niveau est éclairé par de hautes baies géminées en plein cintre non étanches. La tour est finalement coiffée d'un lanternon et sur le contrefort sud-est, subsistent les vestiges d’un cadran solaire gravé sur une pierre de taille. Côté ouest, une tourelle éclairée de meurtrières, ancrée dans la tour, accueille les escaliers montant au clocher.
En 2011 lors de l'aménagement  de la place attenante, l'église bénéficie d'une mise en valeur avec une remise en état du monument commémoratif.
En 2019 est engagée une étude concernant la solidité, la stabilité, et un chiffrage des travaux à effectuer sur l'église. Il est montré que la couverture du clocher et sa charpente doivent être reprises, des pierres sont manquantes ou fragilisées sur l'ensemble des façades du clocher, des éléments métalliques rouillés font éclater les pierres, le cadran solaire présent sur la façade sud doit être restauré et mis en valeur, le système électrique des cloches a pris l'eau et doit être remplacé, les ouvertures du clocher doivent être pourvues de persiennes afin de créer une aération où l'eau n'entre pas, les éléments d'étanchéité sont à revoir. Le reste de l'édifice est également sur la liste des travaux, le tout ayant été dégradé par des infiltrations d'eau. Un budget d'environ 1,2 M€ est estimé après les premiers diagnostics.

L'église Saint-Germain
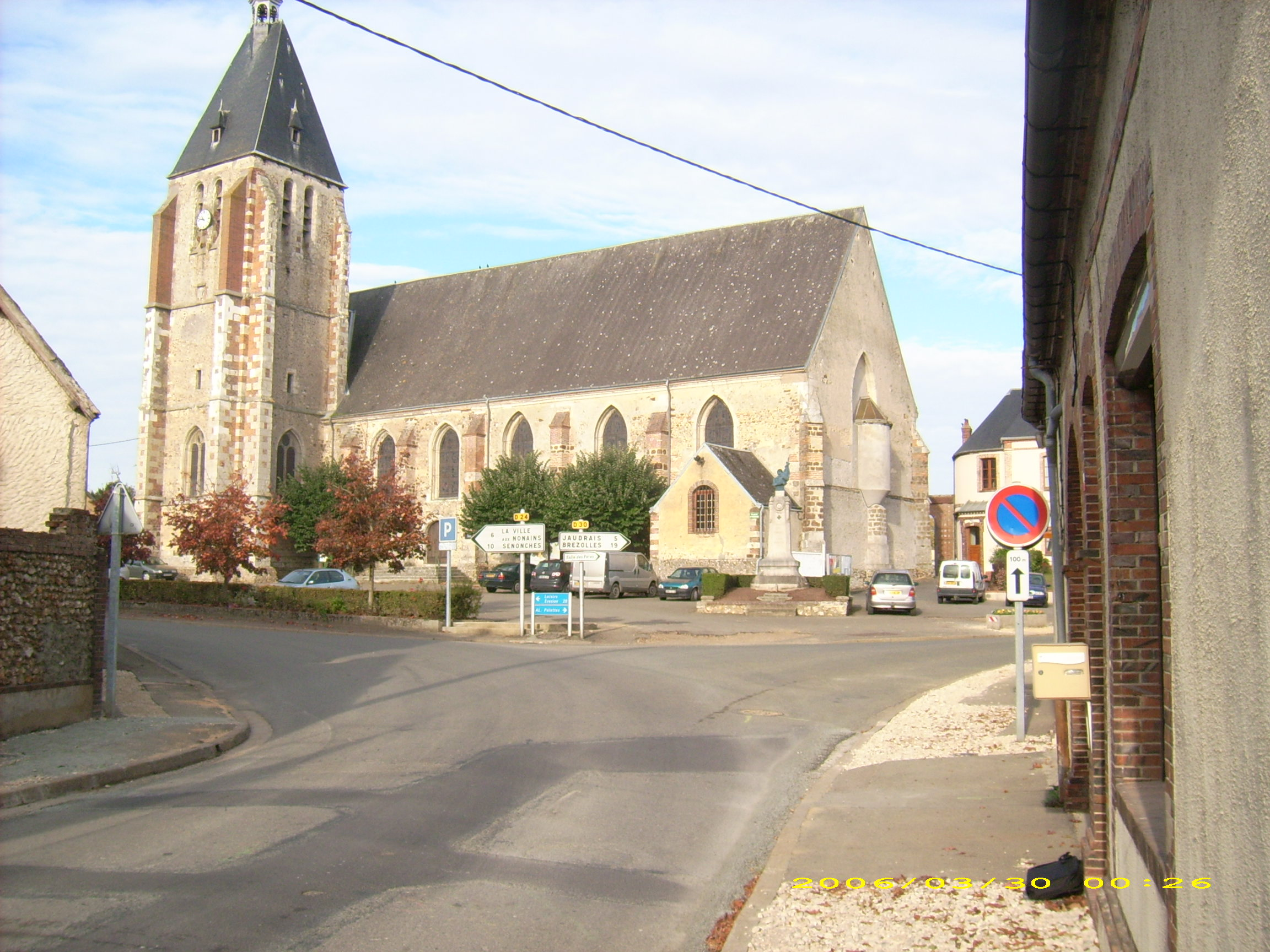
Façade Sud.
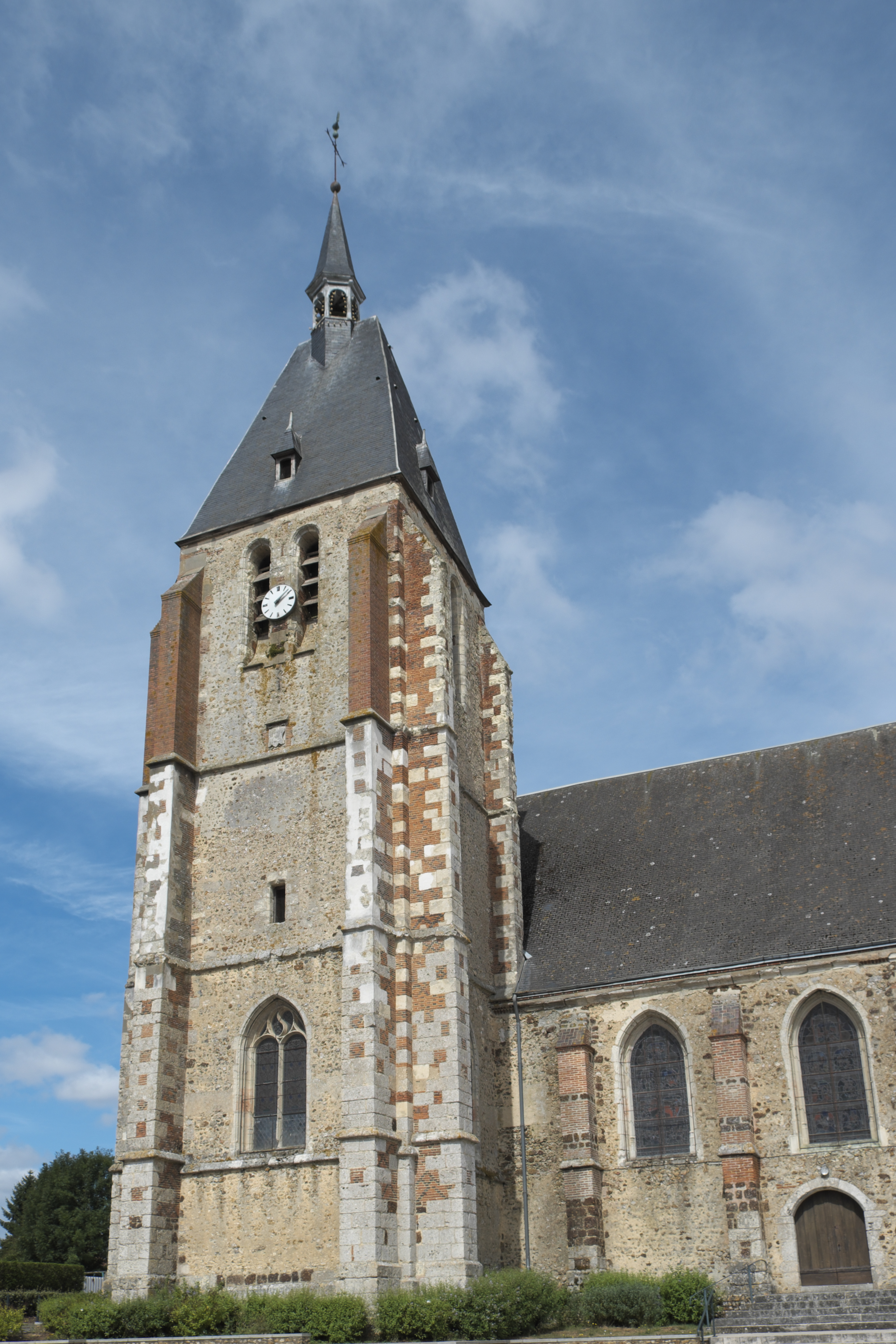
Clocher.
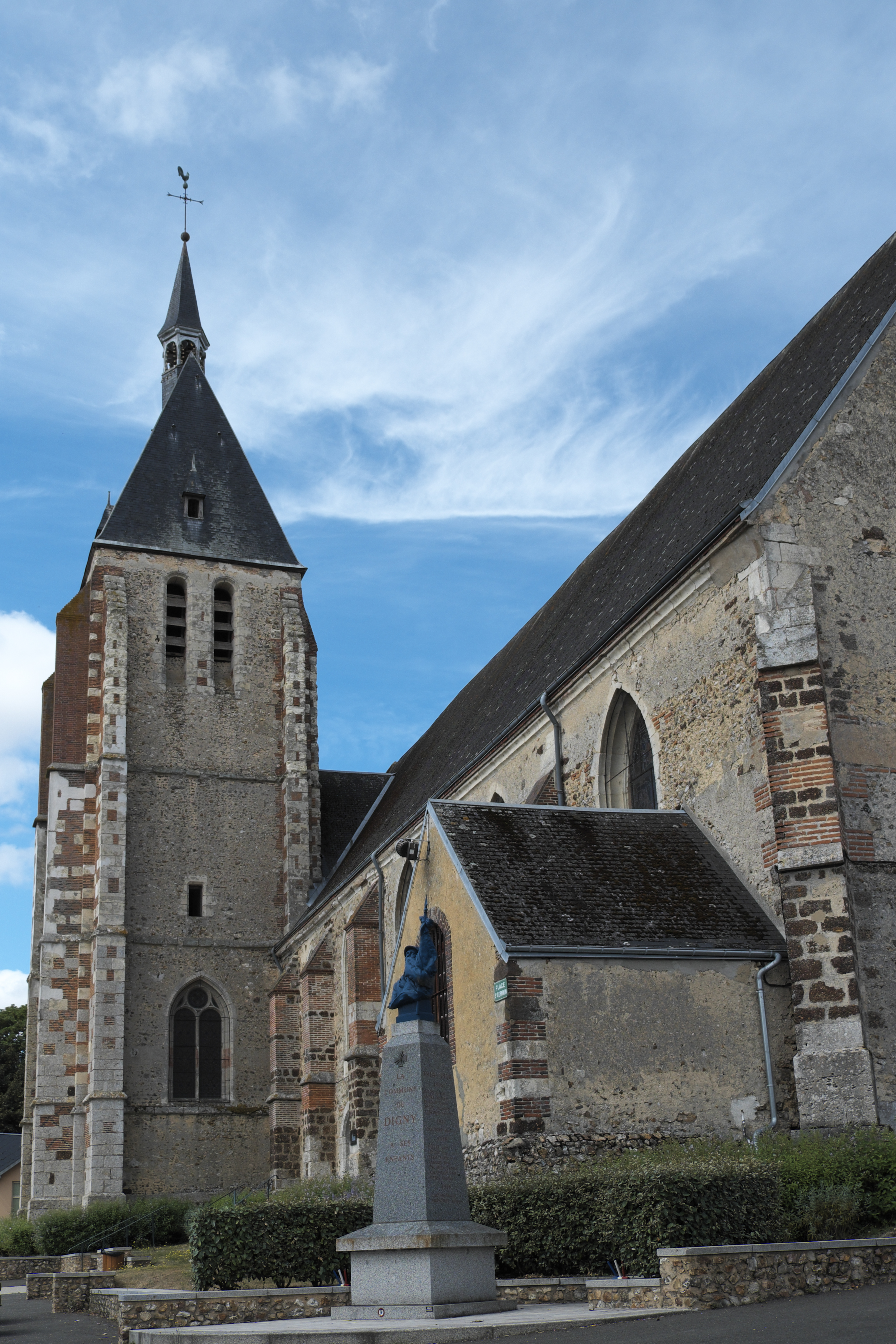
Sacristie au premier plan et clocher.
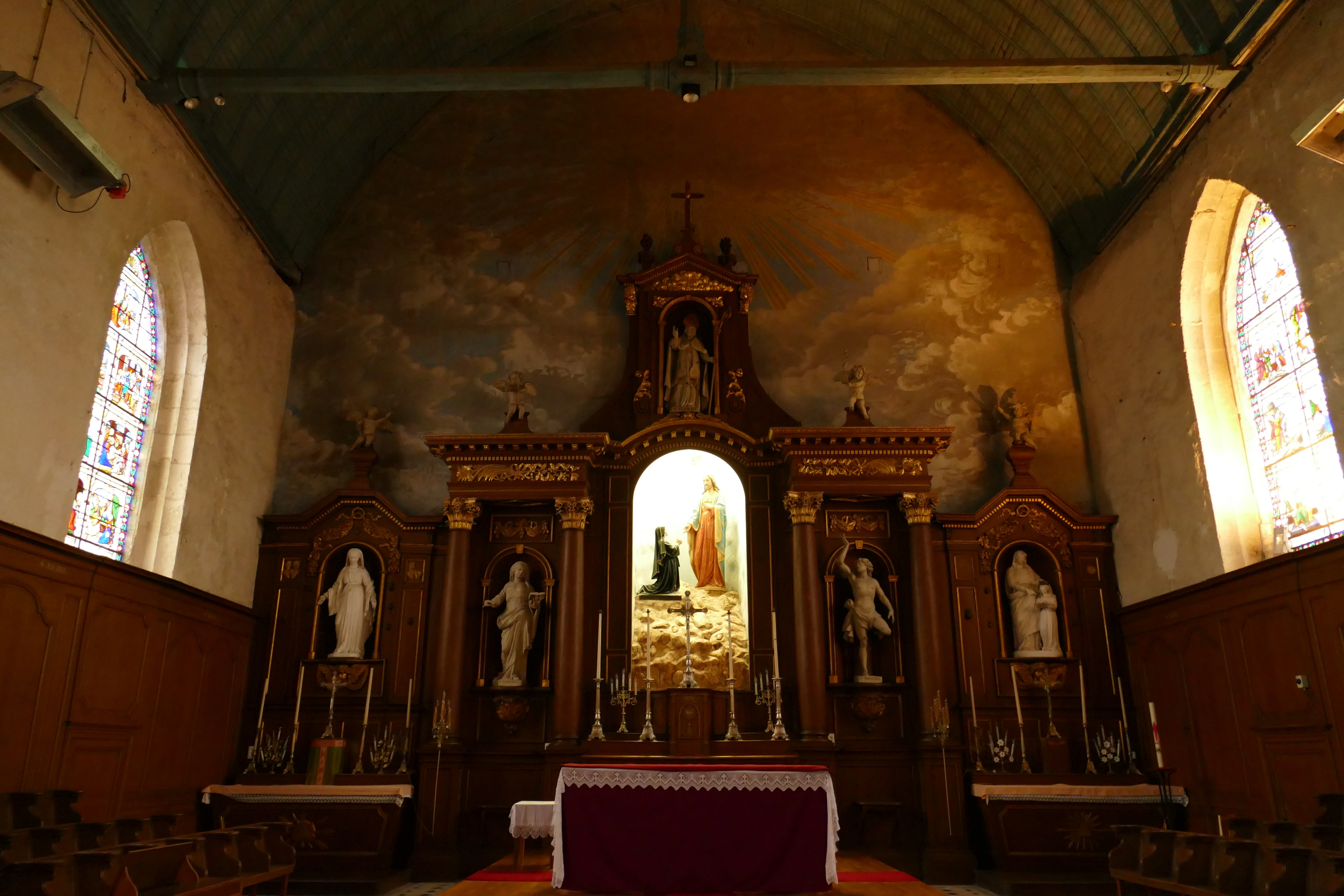
Chœur de l'église.
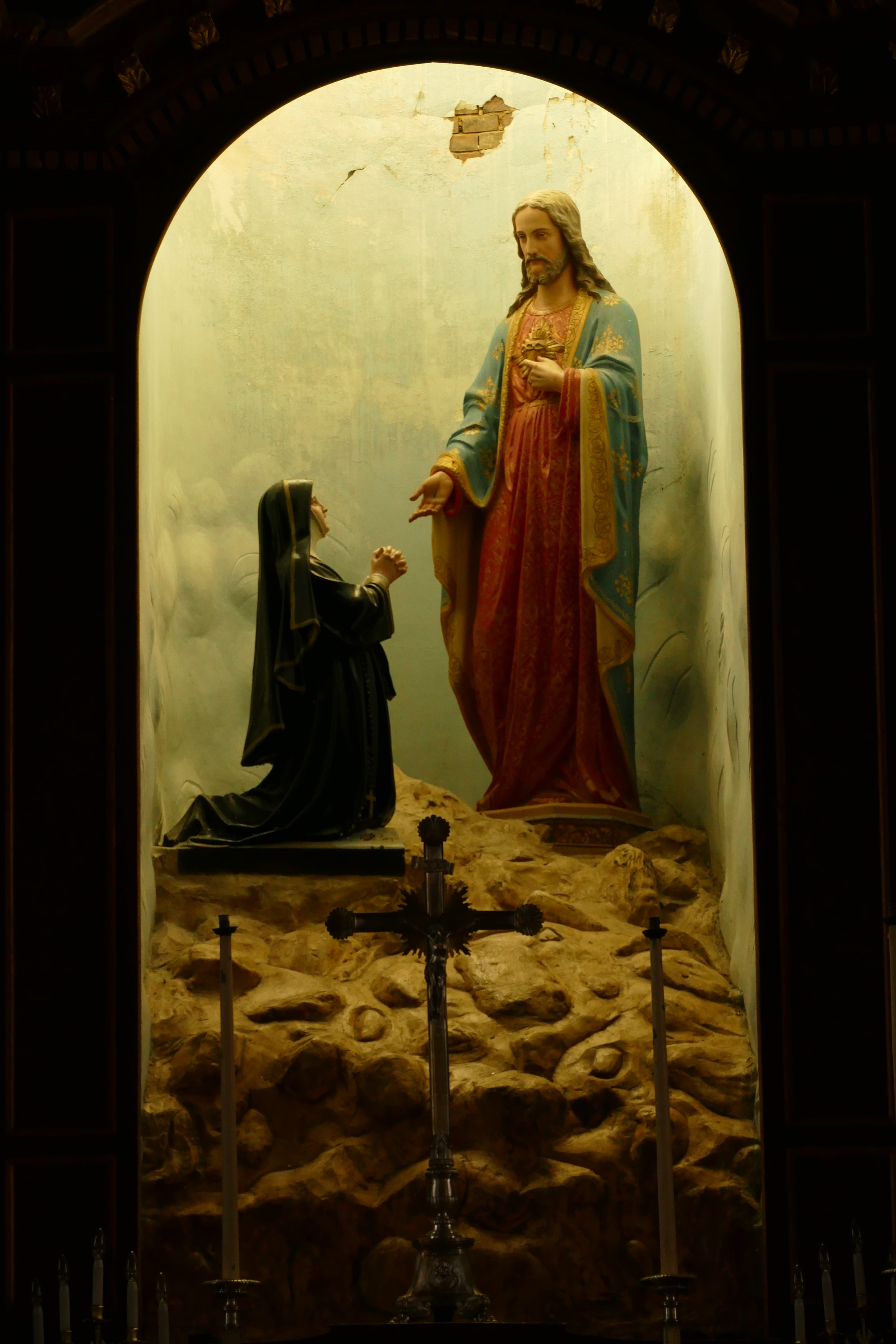
Chapelle axiale.

Vitraux de l'église Saint-Germain
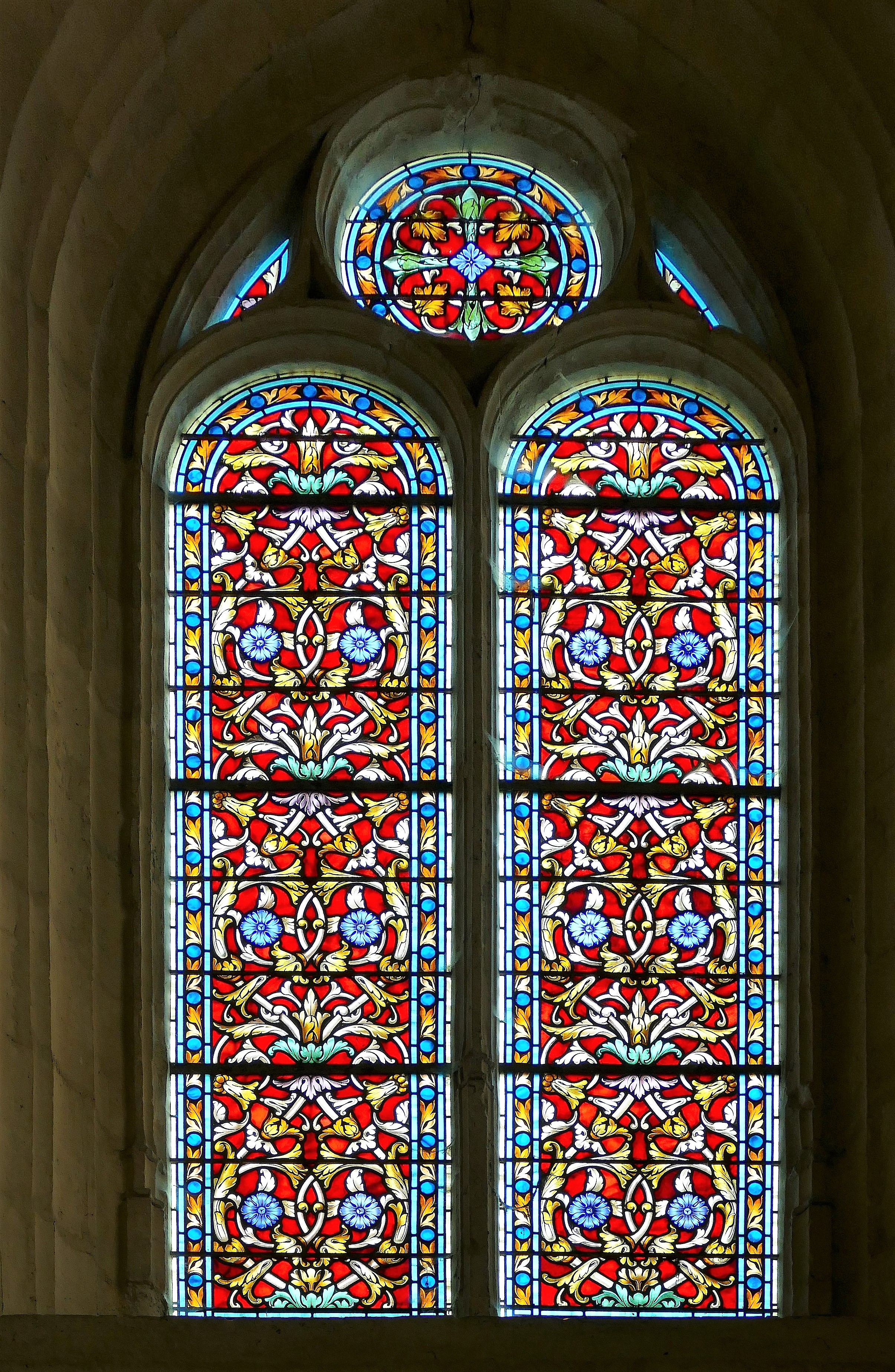
Baie située sous le clocher, signée Ateliers Lorin, Chartres.
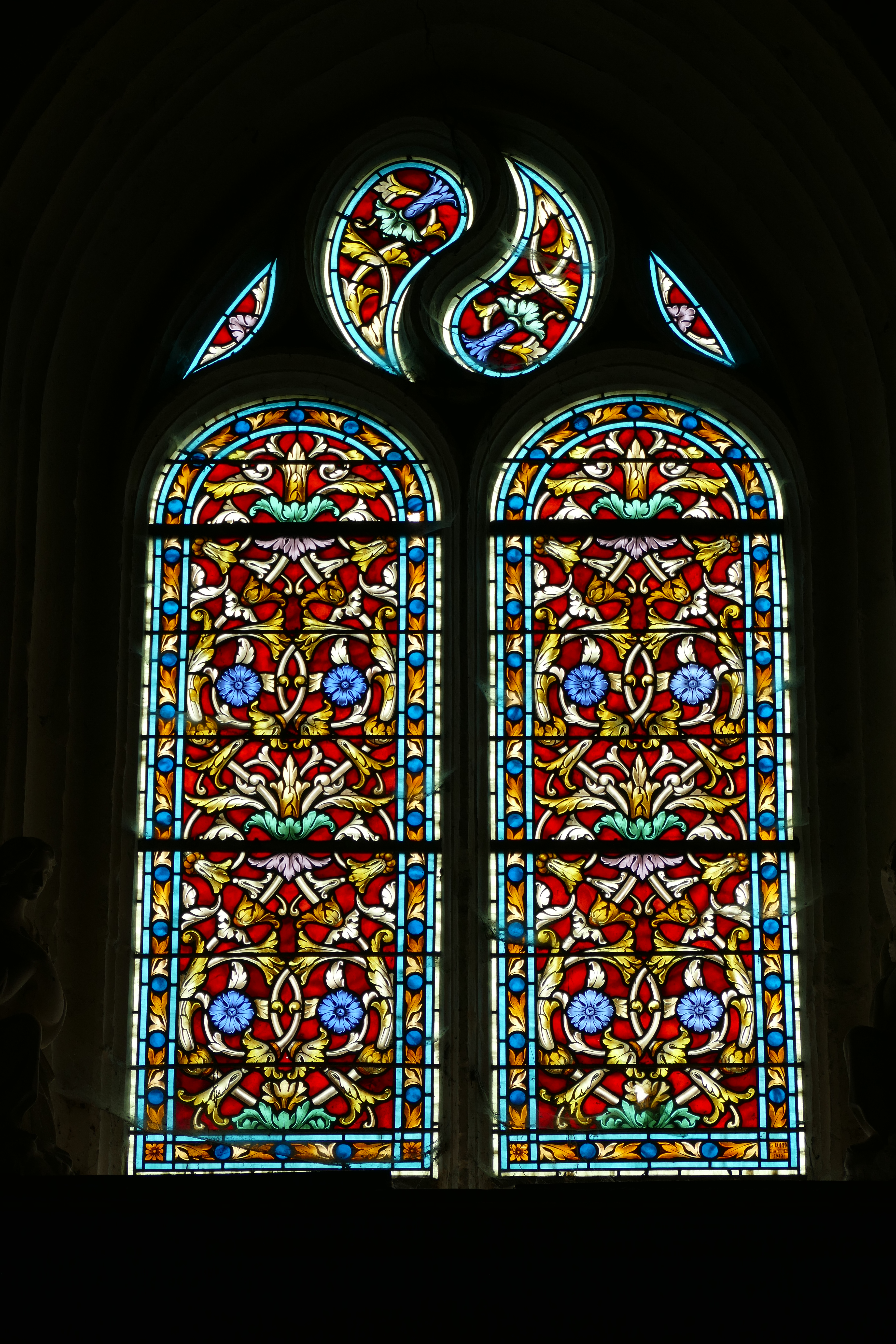
Baie située sous le clocher, signée Ateliers Lorin, Chartres.
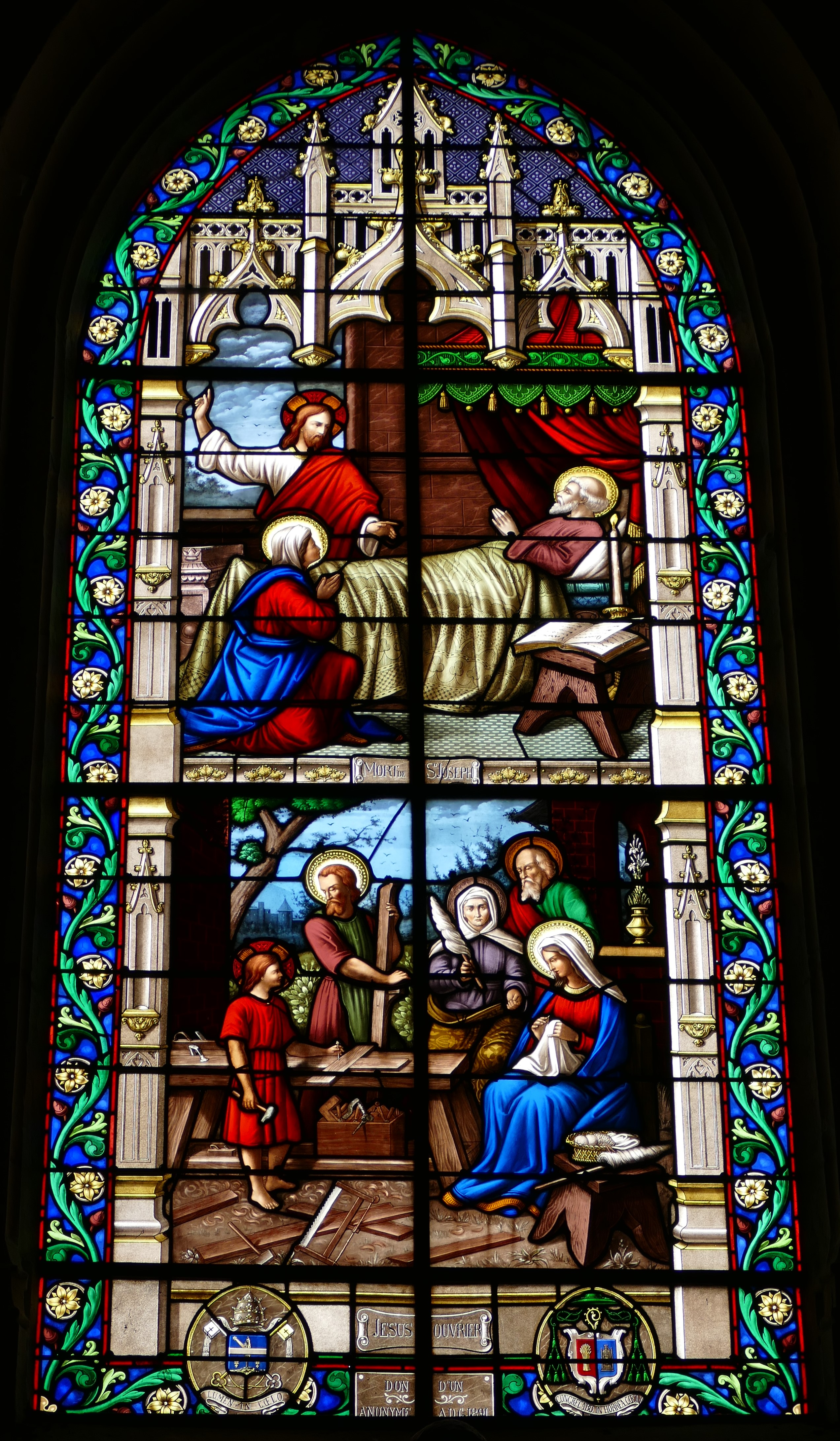
Baie XIXe siècle.
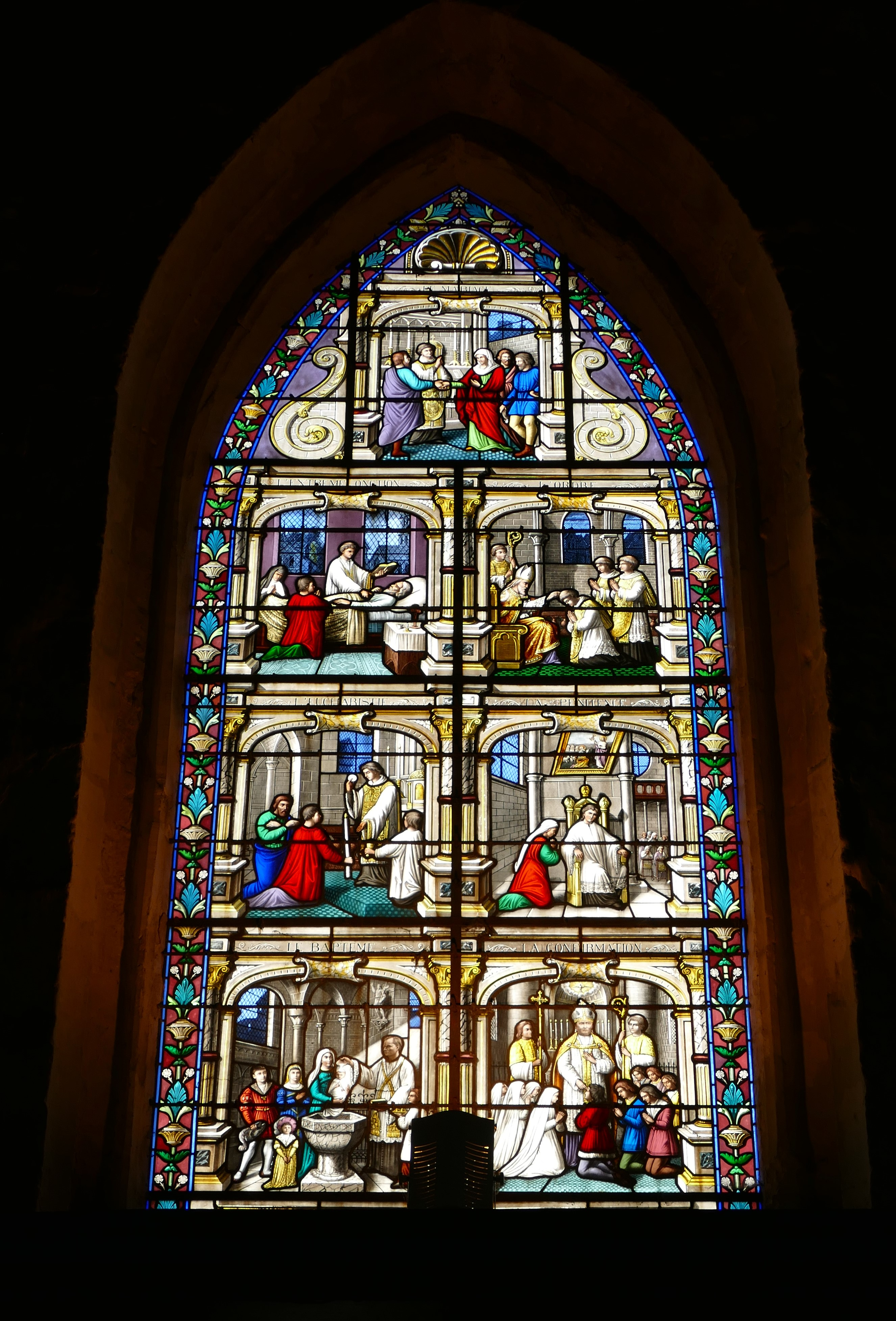
Baie XIXe siècle.
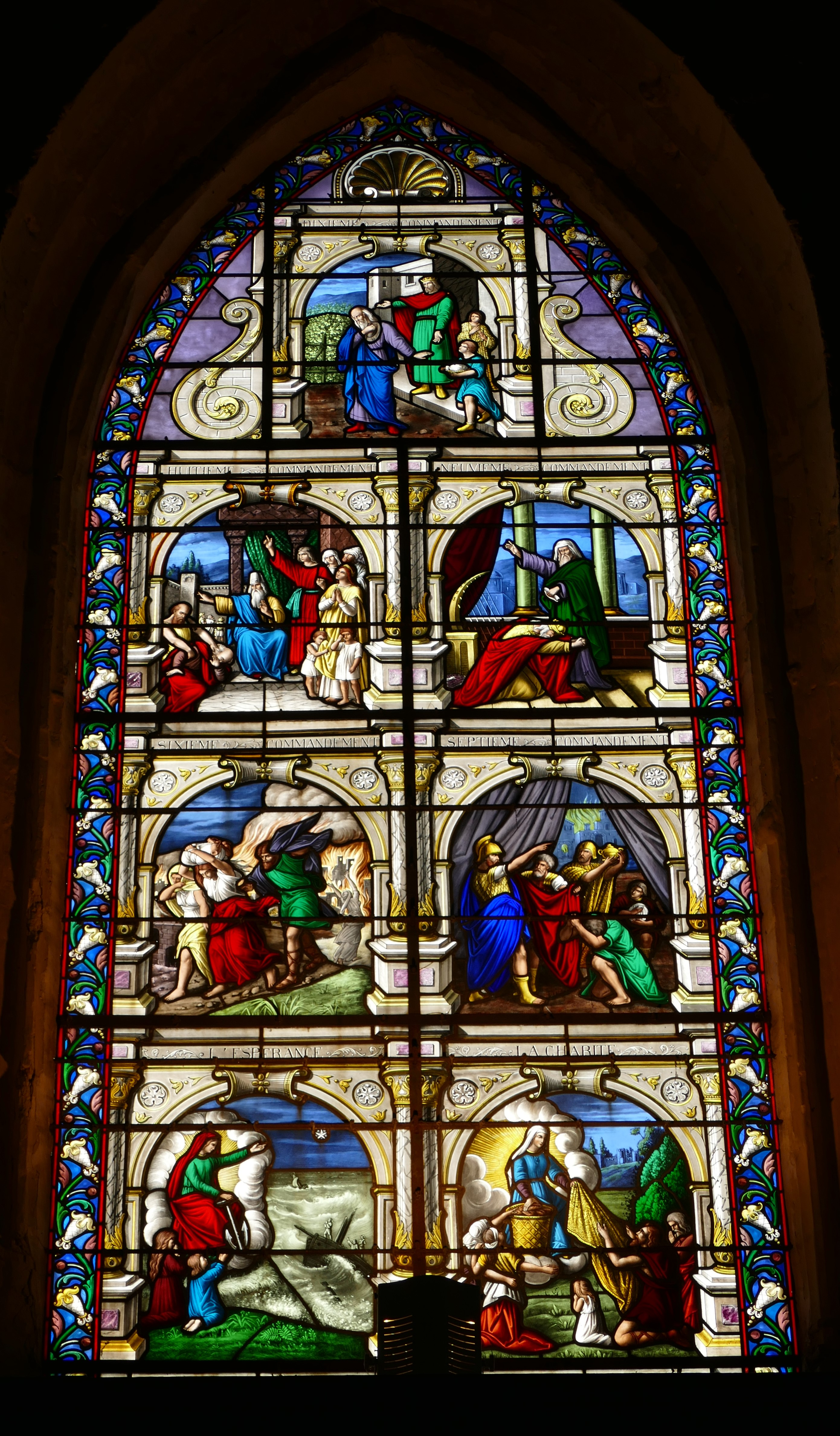
Baie XIXe siècle.
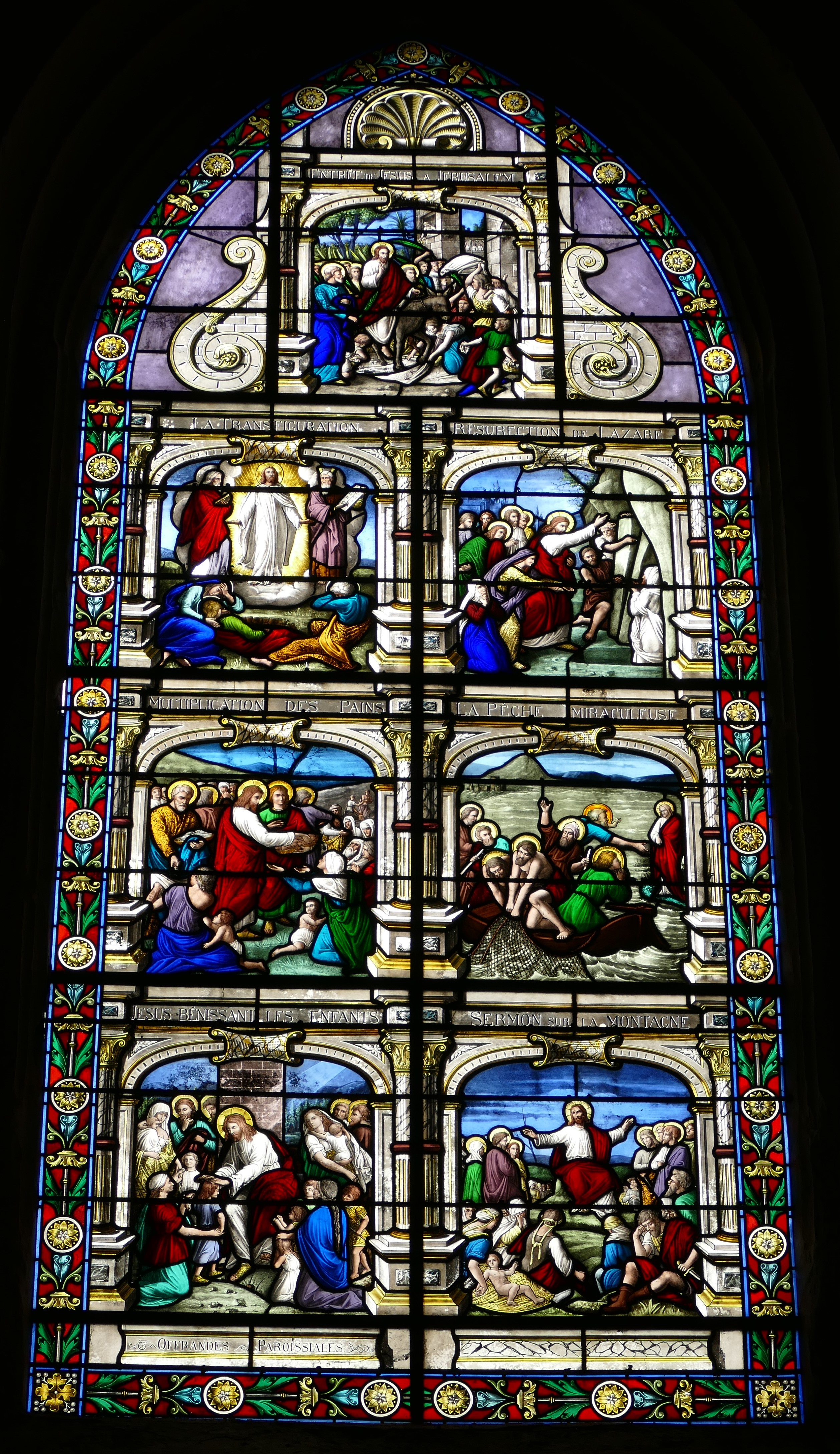
Baie XIXe siècle.
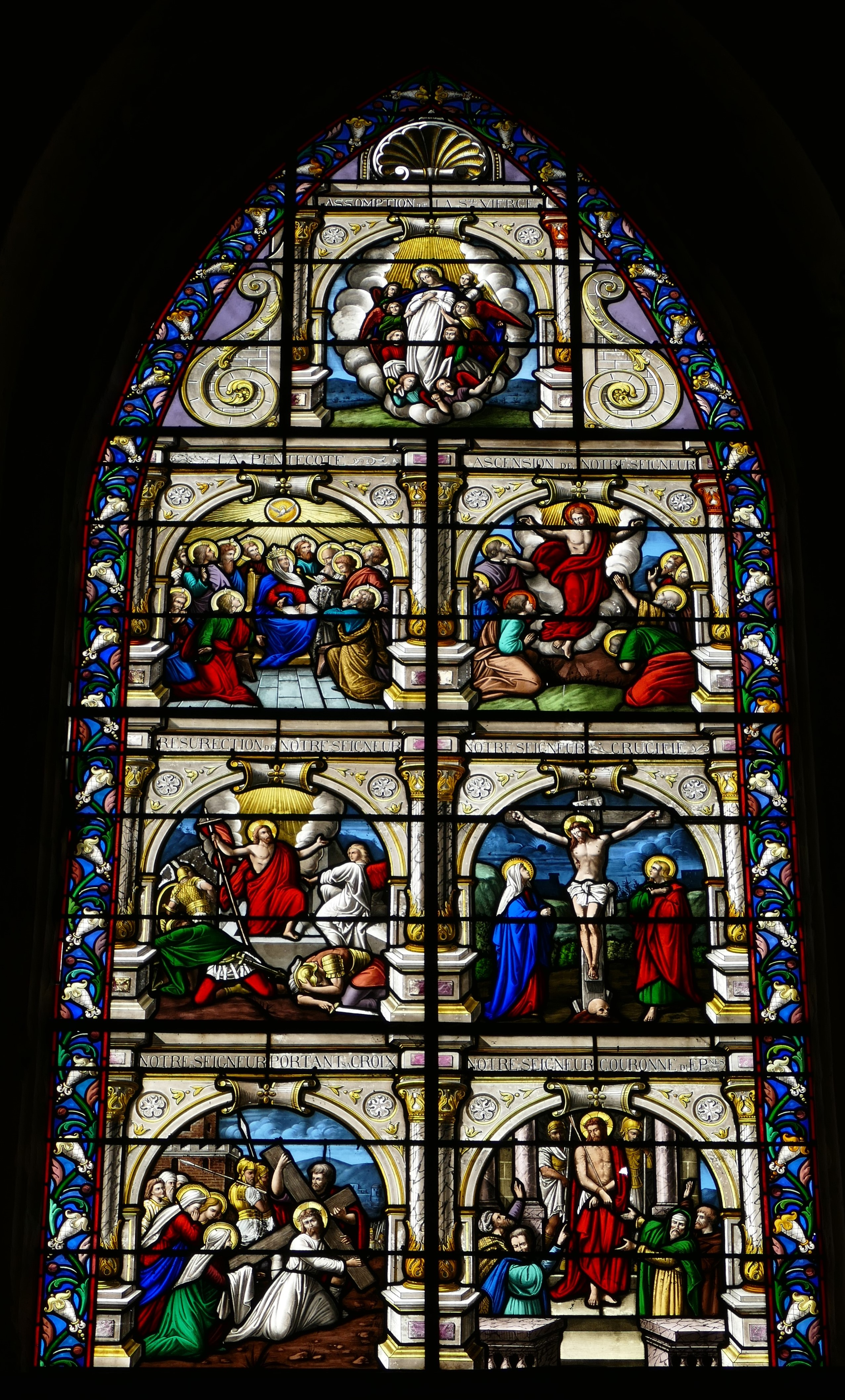
Baie XIXe siècle.
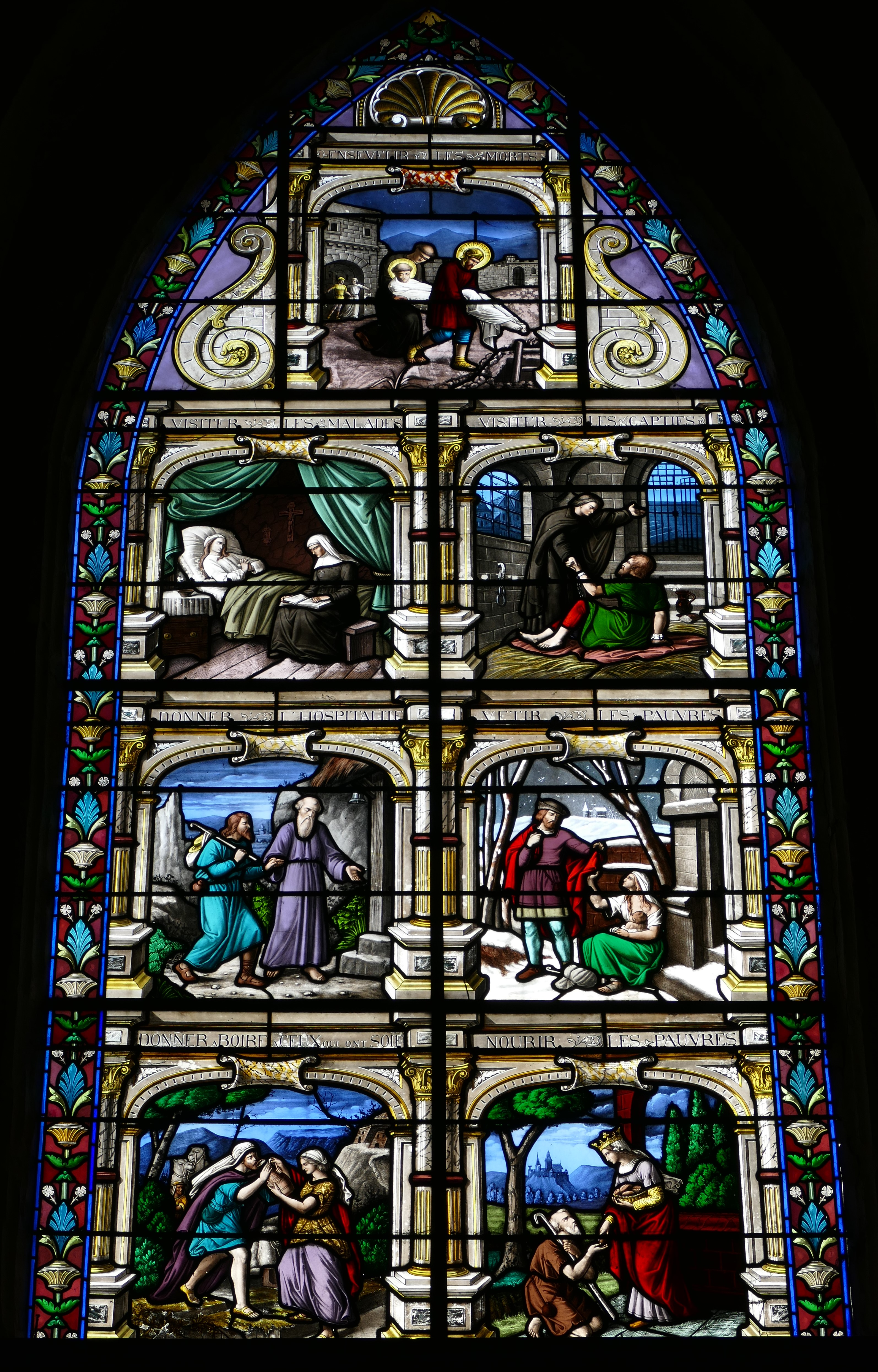
Baie XIXe siècle.

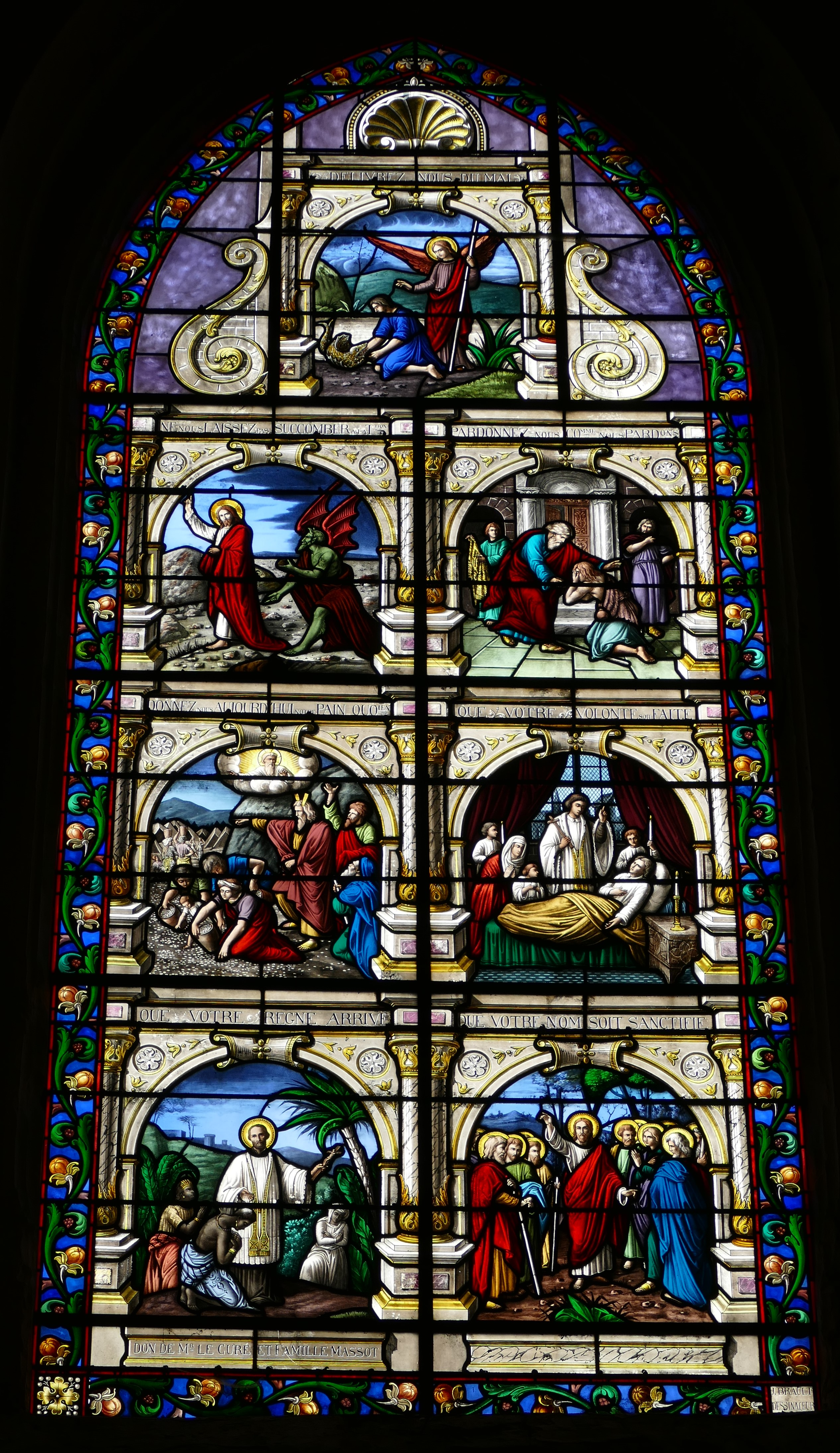
Baie XIXe siècle.
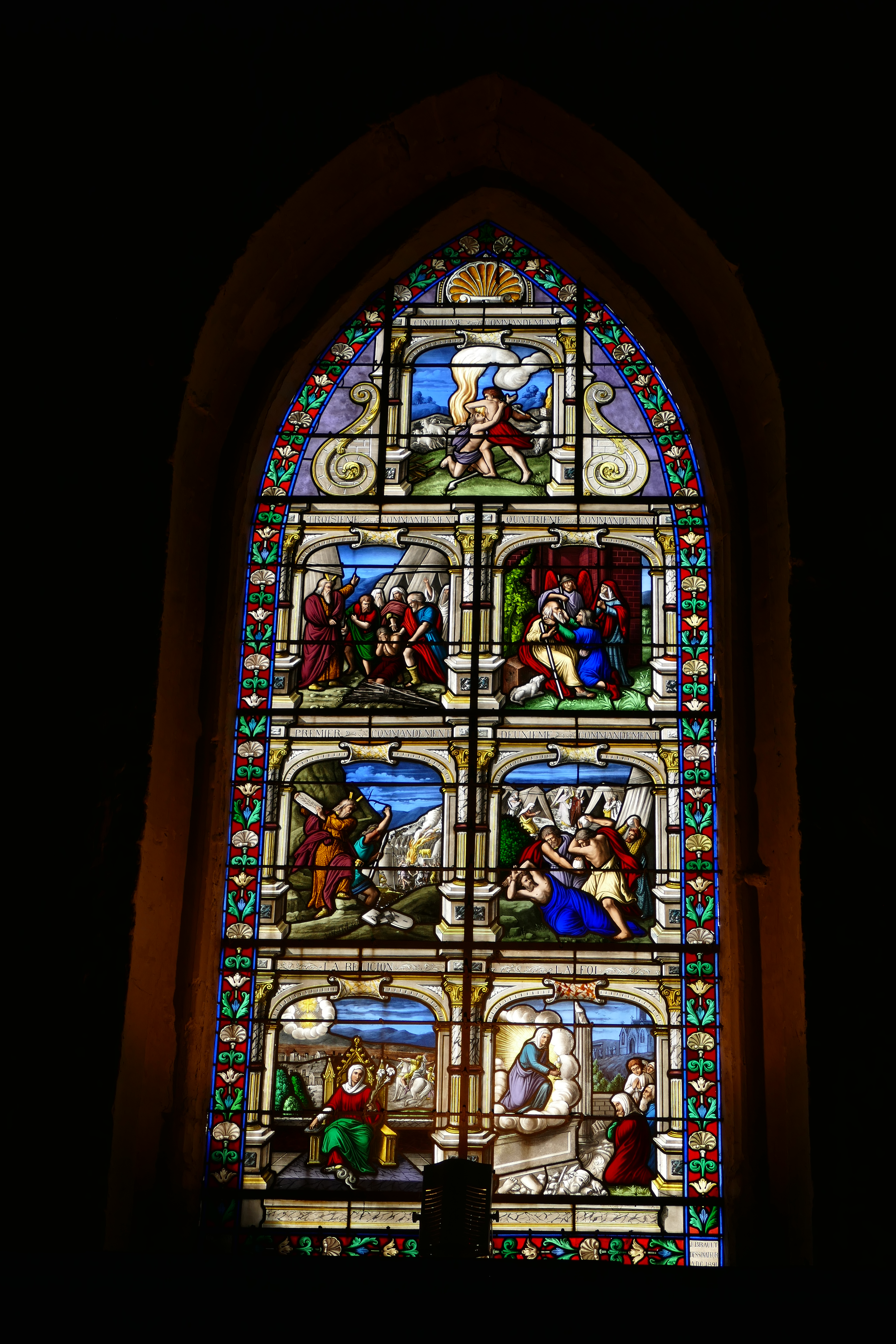
Baie XIXe siècle.
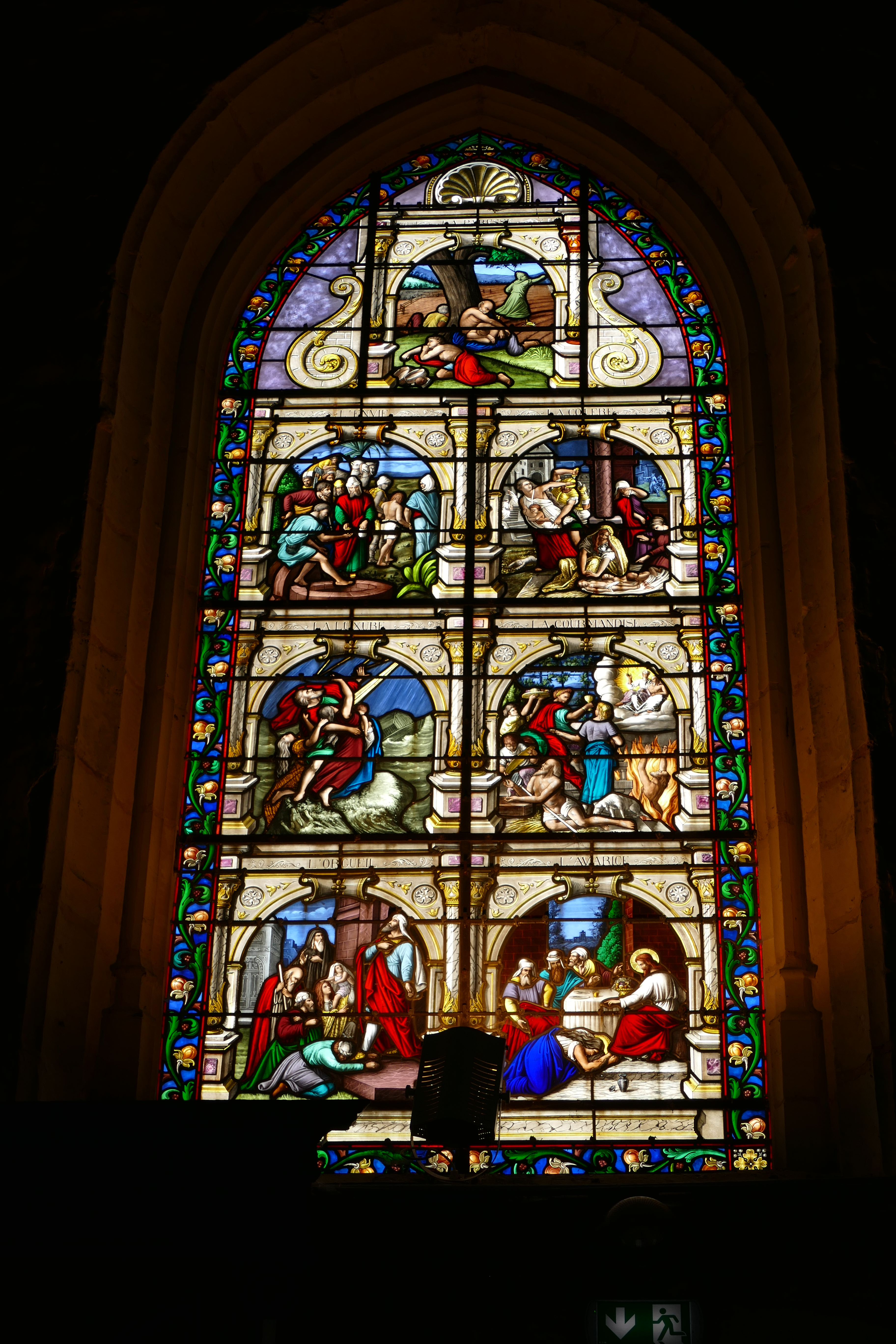
Baie XIXe siècle.
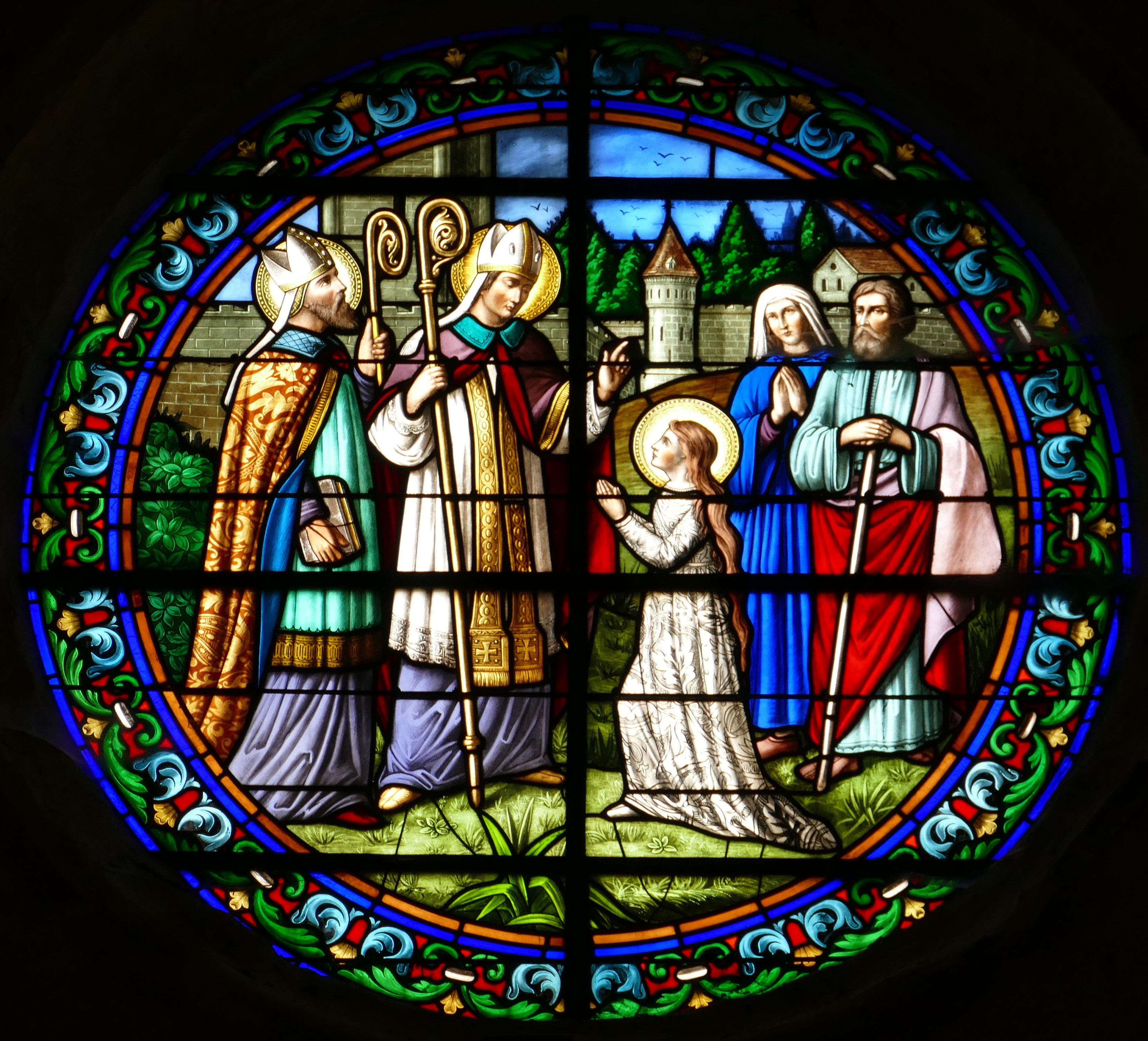
Baie XIXe siècle.
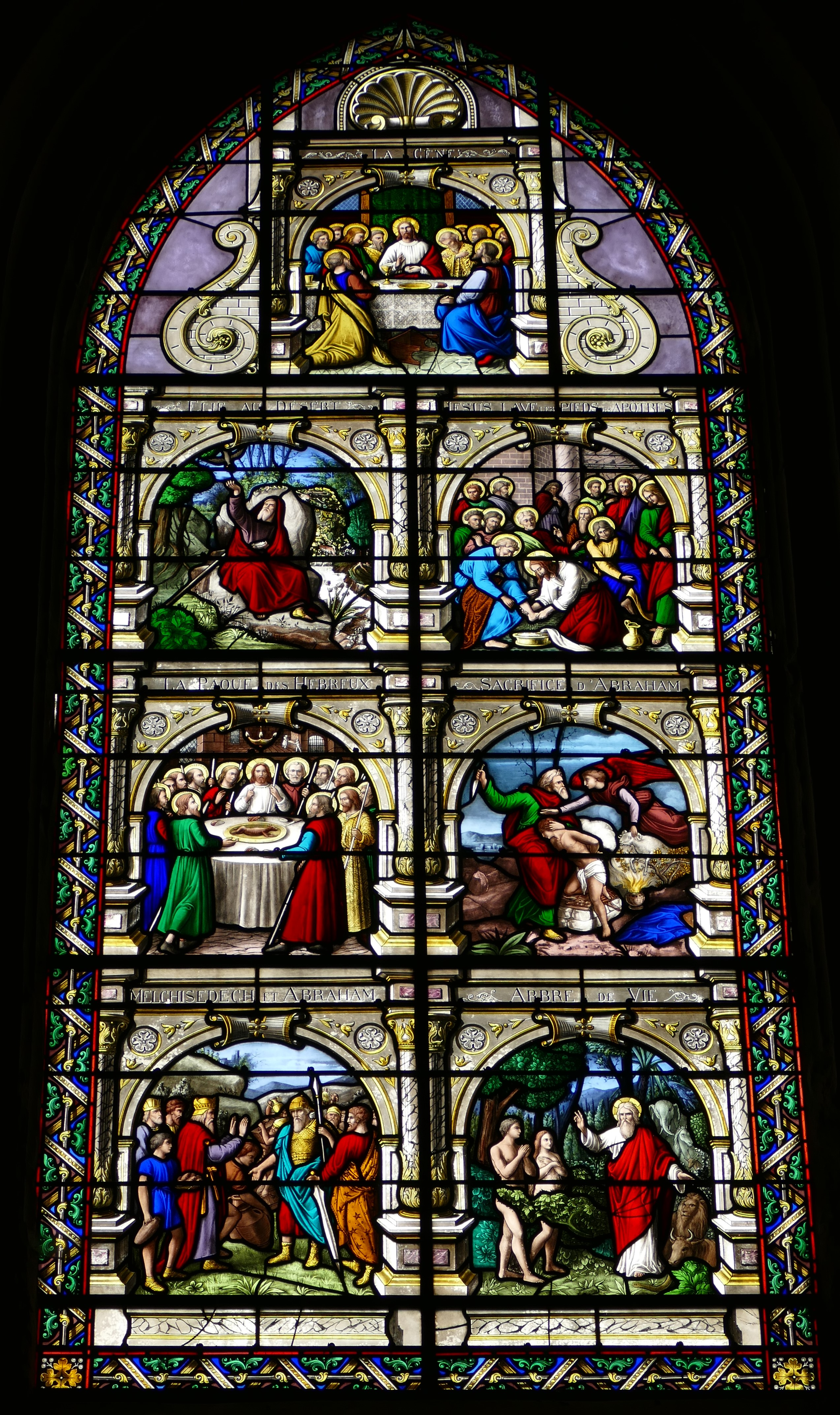
Baie XIXe siècle.
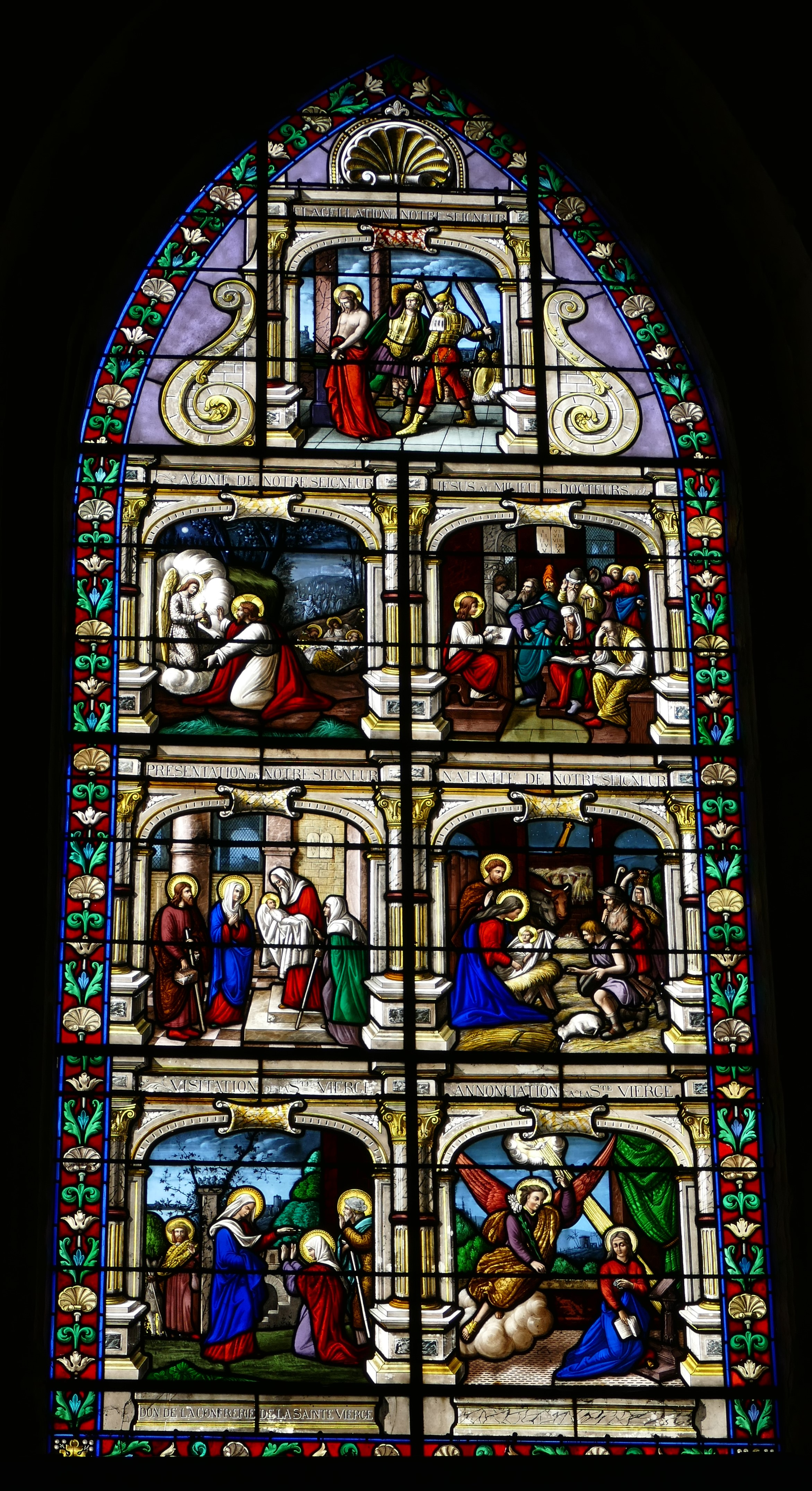
Baie XIXe siècle.
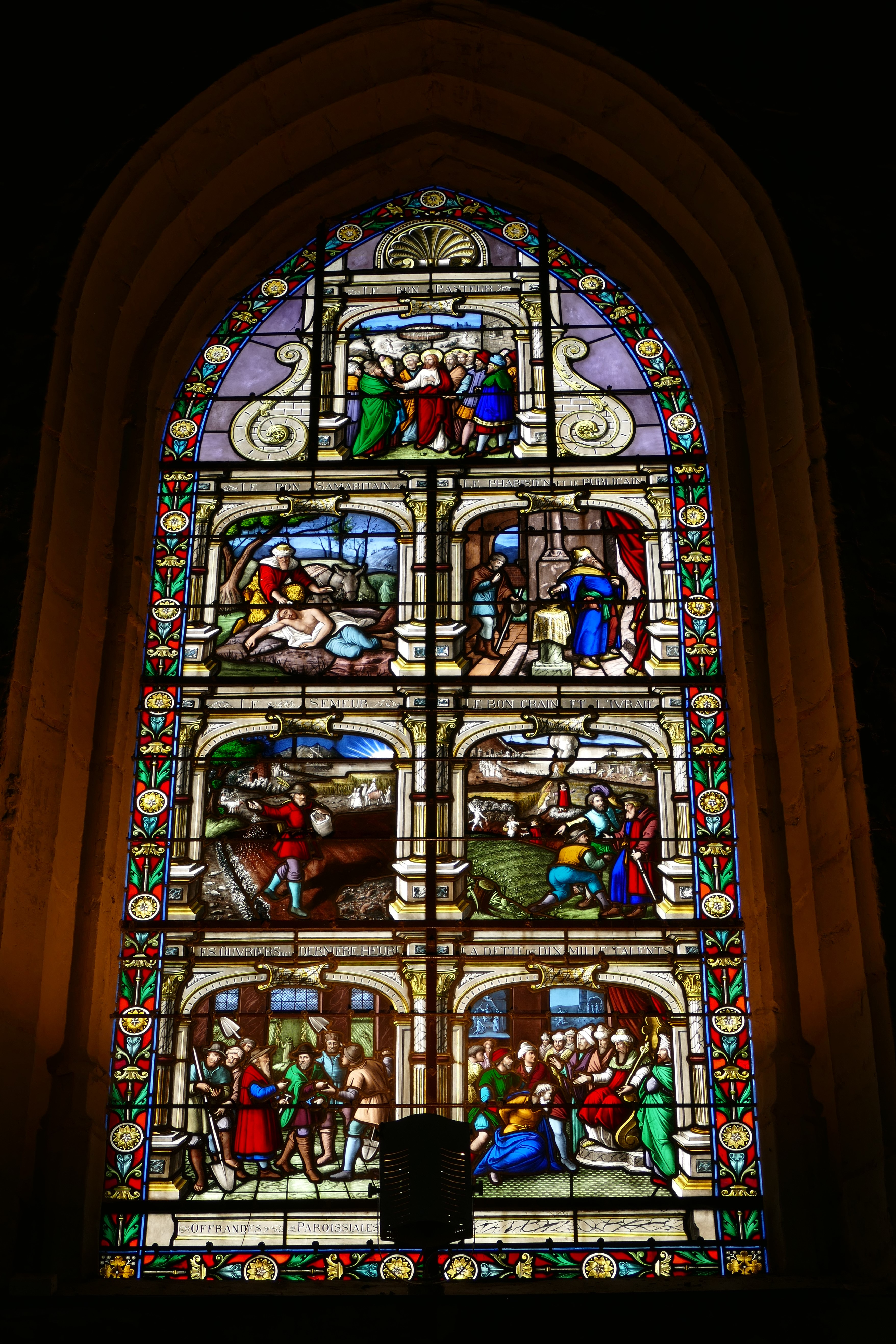
Baie XIXe siècle.

#### Le Romphaye
Cette ferme fortifiée aujourd'hui située en terrain privé est une ancienne seigneurie dont l'origine remonte au moins à 1552, date à laquelle elle était dénommée Romphais, au moins jusqu'en 1760. On trouve également le nom de Ronfay en 1784.
Cette construction est entourée de bâtiments d'exploitation et fermée par des murs auxquels s'ajoutent des douves. Aujourd'hui devenu un élément immobile, le pont reliant le corps de ferme à la route était autrefois un pont levis. L'imposant colombier est, quant à lui, toujours présent.
Les Tascher de la Pagerie vivaient en cette seigneurie. Marie-Josèphe-Rose de Tascher de La Pagerie, plus connue sous le nom de Joséphine de Beauharnais, était en réalité la petite fille du propriétaire du Romphaye. Elle devint impératrice des Français à la suite de son mariage avec Napoléon Bonaparte, en 1796.

#### Les Colombiers
Éléments typiques de nos campagnes, les pigeonniers ou colombiers sont présents également sur la commune. On remarque notamment ceux du Romphaye, de La Hallière, de Groasleux et de La Léthivière. On trouve également d'autres tours, surtout dans les grandes fermes anciennes, mais elles n'étaient pas destinées au même usage.

#### Les pompes à eau
En fonte, généralement de couleur verte, elles sont présentes dans de nombreux hameaux de la commune. Aujourd'hui devenues obsolètes, elles sont entretenues et fleuries par la mairie.
Elles furent fabriquées au XIXe siècle, à Chartres, par la fonderie Lecomte, au 13, faubourg Guillaume. Situées sur les puits, elles permettaient aux habitants de s'approvisionner en eau et aux animaux, de s'abreuver dans les auges en pierre qui les entouraient. On faisait tourner la roue, qui tirait l'eau du puits et la faisait sortir par le poteau situé devant la roue.

#### Fresques murales
À la suite d'une première idée, en 2017, des animateurs de l'Espace Jeunes de la Communauté de Communes des Forêts du Perche, souhaitant proposer un stage d'initiation au graff pour les jeunes, la mairie proposa le pignon d'une maison donnant sur le jardin public (cette maison appartient depuis 2019 à la commune).
Le projet fut différé mais eut lieu durant les vacances scolaires d'automne 2019. Ce stage permit de faire découvrir l'art du graff ou de la peinture murale artistique à 12 jeunes. L'association Dirty Arts fut choisie pour la réalisation de la fresque de 30 m2. Cette œuvre pérenne, visible depuis la rue des Fondeurs, est signée VP Labo (Vincent Pascal), Dirty Arts, et les blazes de tous les bénéficiaires de ce stage.
Une seconde fresque, terminée en août 2020, se trouvant sur un pignon de la classe primaire de l'école, est également signée VP Labo (Vincent Pascal), Valentin Chevauché (CVZ fresquiste), Dirty Arts.
À la suite de la demande de l'Éducation nationale, les communes (qui possèdent une école) sont tenues d'apposer l'un des symboles de la République sur leur établissement. Celle-ci se veut donc plus républicaine et patriotique. On y trouve Marianne et la Devise française, les drapeaux européen et français ainsi que le nom de l'école ''La Plume du Perche''.

### Patrimoine naturel

#### Forêt de Senonches
Digny possède sur son territoire une partie de la forêt domaniale de Senonches.

#### Les mares
9 points d'eau publics sont répartis sur l'ensemble de la commune, la mare de Digny en fait partie. D'autres points d'eau privés, plus ou moins étendus et visibles sont bien présents et permettent aux différentes espèces qui y vivent de migrer et créer des croisements de gênes, nécessaire quant à la survie des êtres vivants.
La mare de Digny est réaménagée en 2018. À cause du manque de végétation, les berges se sont dégradées et sont devenues trop abruptes. Les végétaux ne pouvant plus s'installer, certaines espèces animales comme les amphibiens ne trouvent plus l'accueil nécessaire à leur survie. Les crapauds communs ont élu domicile dans 6 des mares de la commune, notamment celle du bourg. On y trouve également plusieurs de libellules telles que la Naïade aux yeux bleus. Les berges sont donc adoucies, les arbres taillés et on plante de nombreuses espèces végétales afin de conserver le maintien des berges et de leur capacité à accueillir les différentes espèces animales.
Les points d'eau sont donc repris dans les différents hameaux au fil des ans, la mare du lieu-dit Le Charmoy Gontier a été repris avec les mêmes attentions en 2014.

### Personnalités liées à la commune

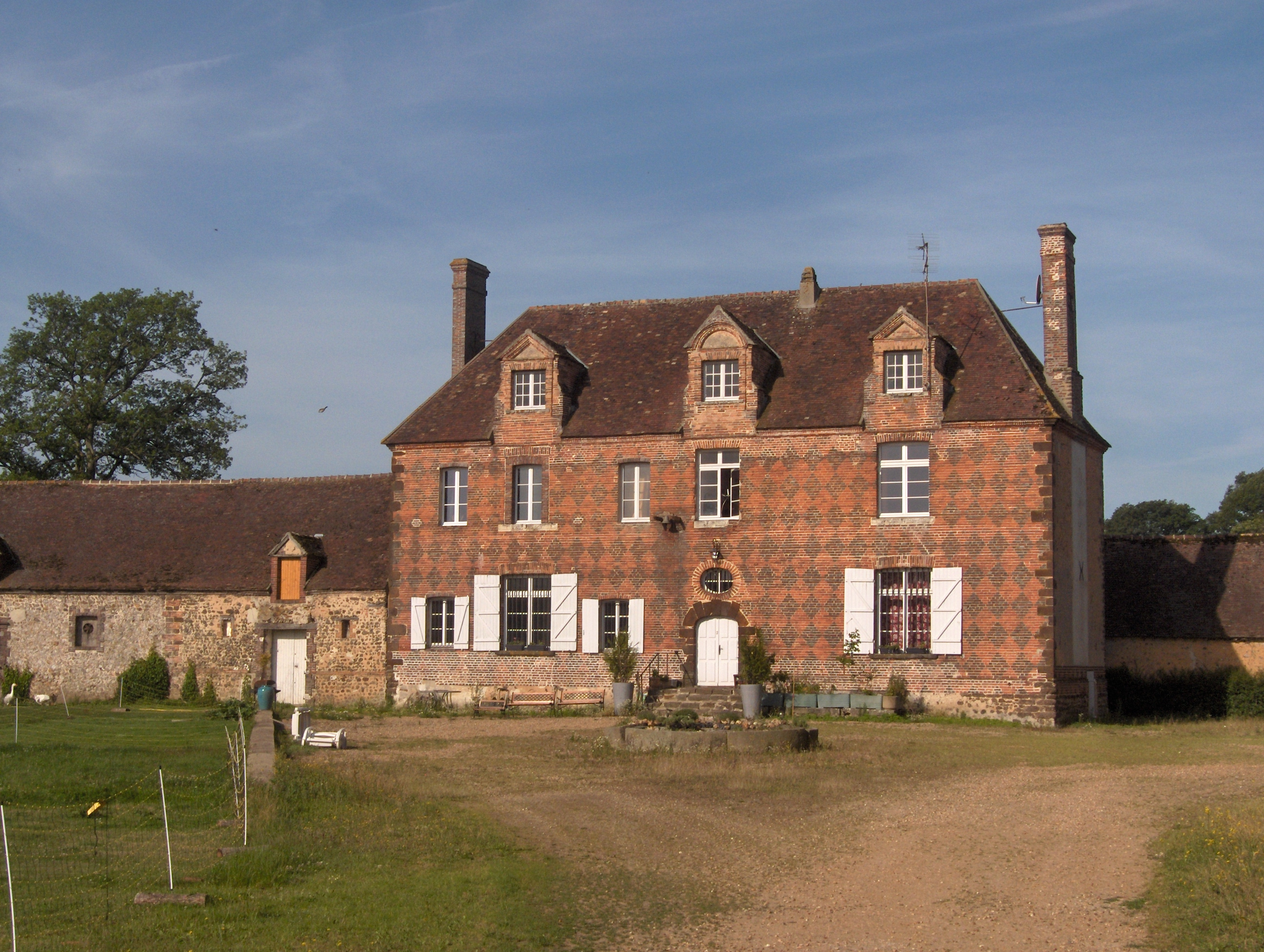
Le manoir de Romphaye.

- Famille de Tascher, le manoir de Romphaye est le berceau de la famille des Tascher de la Pagerie. Marie Josèphe Rose, petite-fille du propriétaire, plus connue sous le nom de Joséphine de Beauharnais devint l’impératrice des Français lorsqu’en 1796 elle épousa Bonaparte.
- Paul Deschanel (1855-1922) ancien président de la République Française ayant inauguré la mairie de Digny le 23 septembre 1900 ;
- Georges Joubin (1888-1983), artiste peintre né à Digny[37].